# Alphabetische Liste von Spielen
Die Alphabetische Liste von Spielen enthält verschiedene Arten von Spielen, darunter Bewegungsspiele, Brettspiele, Gesellschaftsspiele, Kartenspiele, Kinderspiele, Würfelspiele, Rollenspiele und zahlreiche andere. Teilweise kommt es dabei zu Überschneidungen mit Sportarten und deren Varianten, etwa beim Schach, Billard, Darts oder auch bei Ballspielen bzw. Ballsportarten.
Diese Liste hat nicht den Anspruch, eine vollständige Liste aller je veröffentlichten oder gespielten Spiele wiederzugeben. Aufgenommen werden Spiele, die historisch bedeutsam sind, aufgrund von Auszeichnungen, Nominierungen oder Empfehlungen, etwa bei den Auszeichnungen zum Spiel des Jahres, zum Österreichischen Spielepreis oder ähnlicher Auszeichnungen, relevant sind oder aus anderen Gründen einen Artikel in der deutschsprachigen Wikipedia haben.

## 0–9
- 3 Secrets, kooperatives Kartenspiel von Martino Chiacchiera und Pierluca Zizzi
- 3-Ball, Billard-Variante
- 3D-Schach, dreidimensionale Schachvariante
- 4 zu mir!, Kinder- und Gedächtnisspiel von Heike Baum
- 5 Seconds, Partyspiel
- 5-Minute Dungeon, kooperatives Legespiel von Connor Reid
- 6 nimmt!, Kartenspiel von Wolfgang Kramer
- 7te See, Rollenspiel von John Wick, Jennifer Wick und Kevin Wilson
- 7 Steps, Spiel von Michael Kiesling und Reinhard Staupe
- 7 Wonders, Spiel von Antoine Bauza
- 7 Wonders: Architects, Spiel von Antoine Bauza
- 7 Wonders: Duel, 2-Personen-Spiel von Antoine Bauza
- 8-Ball, Billard-Variante
- 8-Game, Abfolge von Poker-Varianten
- 9-Ball, Billard-Variante
- 10-Ball, Billard-Variante
- 11 nimmt!, Kartenspiel von Wolfgang Kramer
- 13 Tage – Die Kubakrise 1962, kartengesteuertes Brettspiel von Asger Harding Granerud und Daniel Skjold Pedersen
- 14 und 1 endlos, Billard-Variante
- 15-Ball, Billard-Variante
- 15-Puzzle, Geduldspiel
- 17 und 4 oder 21, Kartenglücksspiel, ursprünglich aus Frankreich
- 18XX, Gruppe von Eisenbahnbrettspielen
- 20 Questions, Wissensspiel
- 20Q, computerbasiertes Spiel, das 20 Fragen stellt
- 31, das Kartenglücksspiel Schwimmen
- 31, das Kartenglücksspiel Trente (et) un
- 32, heb auf, ein Kartenscherz
- 41, Poker-ähnliches Kartenspiel aus der Steiermark
- 51, ein Kartenspiel für Kinder
- 66, Kartenspiel
- 1000 blank white cards, Sammelkartenspiel von Nathan McQuillan
- 1001, Kartenspiel
- 1775: Der amerikanische Unabhängigkeitskrieg, karten-gesteuertes Brettspiel von Beau Beckett und Jeph Stahl
- 1812: Der zweite amerikanische Unabhängigkeitskrieg, karten-gesteuertes Brettspiel von Beau Beckett und Jeph Stahl
- 1830, Eisenbahnbrettspiel von Francis Tresham
- 1835, Eisenbahnbrettspiel von Michael Meier-Bachl

## A
- A Game of Thrones CATAN: Die Bruderschaft der Nachtwache, Catan-Variante von Klaus Teuber
- A la carte, Brettspiel von Karl-Heinz Schmiel
- Abalone, Zweipersonenbrettspiel von Michel Lalet und Laurent Lévi
- Die Abenteuer des Robin Hood, Brettspiel von Michael Menzel
- Abenteuer Menschheit, Brettspiel von Klaus Teuber
- Abenteuer Tierwelt, Brettspiel von Wolfgang und Ursula Kramer
- Abenteuerland, Brettspiel von Wolfgang Kramer und Michael Kiesling
- Abhebespiel, Geschicklichkeitsspiel mit geschlossenem Faden, siehe Fadenspiel
- Abilene, Brettspiel von Roland Siegers
- Abluxxen, Kartenspiel
- Abnehmspiel, Gruppe von Fadenspielen
- Abzähl-Patience, Kartenpatience
- Abzählreime
- Abklatschen, Geländespiel, siehe Fangen
- Abnehmen, Geschicklichkeitsspiel mit geschlossenem Faden, siehe Fadenspiel
- Abschlagen, Geländespiel, siehe Fangen
- Acht Karten, Kartenpatience
- Aces up, auch Asse hoch, Kartenpatience
- Acquire, Brettspiel von Sid Sackson
- Activity, Brettspiel von Paul Catty, Ulrike Catty, Maria Führer und Hans Führer
- Activity Codeword, Gesellschaftsspiel aus der Activity-Reihe
- Adel verpflichtet, Brettspiel von Klaus Teuber
- Adlerschießen, historisches Würfelspiel
- Adrenalyn XL, Sammelkartenspiel
- Advanced Squad Leader, Konfliktsimulation von Don Greenwood
- Adventure Games, Spieleserie von Matthew Dunstan und Phil Walker-Harding
- Agent Undercover, Karten- und Partyspiel von Alexandr Ushan
- Agon, Strategiespiel für zwei Spieler auf einem hexagonalen Spielfeld
- Agricola, Brettspiel von Uwe Rosenberg
- Air-Hockey, Geschicklichkeitsspiel auf einem Luftkissen-Tisch
- Akaba, Brettspiel für Kinder von Guido Hoffmann
- Akiba, Strategiespiel von Serge Cahu
- Akropolis, Legespiel von Jules Messaud
- Alaska, Legespiel von Eric Solomon
- Alcazar, Brettspiel von Wolfgang Kramer
- Die Alchemisten, Brettspiel von Matúš Kotry
- All Fours, Kartenspiel aus Trinidad und Tobago
- All Flesh Must Be Eaten (AFMBE), Horror-Pen-&-Paper-Rollenspiel
- Alles an Bord?!, Familienspiel von Carlo A. Rossi
- Alles im Eimer, Kartenspiel von Stefan Dorra
- Alhambra, Brettspiel von Dirk Henn
- Alias, Brettspiel von Mikko Koivusalo
- Alquerque, Vorläufer von Dame
- Altdeutsches Damespiel, Variante des Damespiels
- Altenburger Farbenreizen, historische Form des Skatspiels
- Altiplano, Brettspiel von Reiner Stockhausen
- Amazonen, Zweipersonenbrettspiel von Walter Zamkauskas
- American Roulette, Glücksspiel
- Amida-kuji, in Asien bekanntes Losverfahren
- Amun-Re, Brettspiel von Reiner Knizia
- Anasazi, Brettspiel von Klaus-Jürgen Wrede
- Andor Junior, Brettspiel von Inka und Markus Brand
- Android Netrunner, Kartenspiel für zwei Personen von Richard Garfield und Lukas Litzsinger
- Angelspiel, magnetischer Kinderspielklassiker
- Angkung, asiatisches Wurfspiel
- Anubixx, Würfelspiel
- Anmäuerln, Geschicklichkeitsspiel mit Münzen, siehe Fuchsen
- Anno 1503, Brettspiel von Klaus Teuber
- Anno 1701 – Das Brettspiel, Brettspiel von Klaus Teuber
- Anno 1701 – Das Kartenspiel, Kartenspiel von Klaus Teuber
- Anno Domini, Kartenspiel von Urs Hostettler
- Anti-Monopoly, Brettspiel von Ralph Anspach
- Aqua Romana, Legespiel von Martin Schlegel
- Aqualin, 2-Personen-Brettspiel von Marcello Bertocchi
- Arborea, Spielwelt für das Rolemaster-Rollenspiel
- Arbos, Kinder-Geschicklichkeitsspiel von Martin Arnold und Armin Müller
- Arcane Codex, Fantasyrollenspiel von Saskia Naescher und Alexander Junk
- Arche Nova, Brettspiel von Mathias Wigge
- Arimaa, Schachvariante und Zweipersonenbrettspiel von Omar Syed
- Arkham Horror, Kooperatives Brettspiel von Richard Launius
- Armageddon, Tabletop-Strategiespiel
- Armer schwarzer Kater, Kinderspiel
- Ars Magica, Fantasyrollenspiel von Jonathan Tweet, Mark Rein Hagen
- Arschloch, Kartenspiel
- Artistic Pool, Billard-Variante
- As-Nas, persisches Kartenspiel
- Asara, Brettspiel von Michael Kiesling und Wolfgang Kramer
- Asalto, historisches Strategie-Brettspiel
- The Ashes of Empire, rundenbasiertes Strategiespiel
- Askoliasmos, altgriechisches Geschicklichkeitsspiel
- Asse hoch, auch Aces up, Kartenpatience
- Asterix – Das Kartenspiel, Kartenspiel von David Parlett
- Astragaloi, altgriechisch-römisches Würfelspiel
- Astrotime, Brettspiel
- Ataxx, abstraktes Spiel, bei dem gegnerische Steine assimiliert werden
- Atomschach, eine Schachvariante
- Atlantis, Brettspiel von Julian Courtland-Smith
- Die Atomknacker, Anti-Atomkraft-Spiel von Peter Rothammer und Franz Scholles
- Aton, Brettspiel von Thorsten Gimmler
- Attika, Brettspiel von Marcel-André Casasola Merkle
- Au Backe!, Kartenspiel von Frank Nestel
- Auf Achse, Brettspiel von Wolfgang Kramer
- Auf den Spuren von Marco Polo, Brettspiel von Daniele Tascini und Simone Luciani
- Auf den Wegen von Darwin, Brettspiel von Grégory Grard und Matthieu Verdier
- Auf der Reeperbahn nachts um halb zwei, Kartenspiel von Reiner Knizia
- Auf die Nüsse!, Brettspiel von Michael Feldkötter
- Auf Heller und Pfennig, Brettspiel von Reiner Knizia
- Auf Teufel komm raus, Zocker-Brettspiel
- Augustus, Brettspiel von Paolo Mori
- Ausbrecher AG, Brettspiel von Hajo Bücken
- Australia, Brettspiel von Wolfgang Kramer und Michael Kiesling
- Axis & Allies, Konfliktsimulation von Lawrence H. Harris
- Azul, Legespiel von Michael Kiesling

## B
- B-Daman, Murmelspielzeug aus Japan
- Babel, Brettspiel von Uwe Rosenberg
- Baccara, klassisches Kartenglücksspiel
- Backgammon, sehr altes Brettspiel
- Badugi, Pokervariante
- Bagh Chal, altes nepalesisches Brettspiel
- Bakschisch, Brettspiel von Fritz Gruber, Wolfgang Lüdtke, Reiner Müller, Peter Neugebauer und Klaus Teuber
- Bakugan Battle Brawlers, Action- und Geschicklichkeitsspiel
- Ball-über-die-Schnur, ein Bewegungsspiel
- Ballon Cup, Kartenspiel von Stephen Glenn
- Balut, Würfelspiel
- Bamboleo, Geschicklichkeitsspiel von Jacques Zeimet
- Banca francesa, Würfelglücksspiel
- Bandido, kooperatives Kartenspiel
- Bank Pool, Billard-Variante
- Banker and Broker, Kartenglücksspiel siehe Häufeln
- Bankrutschen, Wissensspiel im Schulunterricht
- Bang!, Kartenspiel von Emiliano Sciarra
- Bao oder Bawo, Variante von Mancala
- Barbarossa und die Rätselmeister, Deduktionsspiel mit Knetgummi von Klaus Teuber
- Barbu, Stich-Kartenspiel
- Barbudi, Würfelspiel, auch Barbooth oder Barbotte
- Bärenpark, Brettspiel von Phil Walker-Harding
- Barragoon, strategisches Brettspiel
- Baśka, Karten-Stichspiel
- Bassadewitz, historisches Karten-Stichspiel
- Bassette, Kartenglücksspiel, ein Vorläufer von Pharo
- Bataille royale, Kartenglücksspiel
- BattleLore, Fantasy-Strategiespiel von Richard Borg
- Battlestar Galactica, semikooperatives Brettspiel von Corey Konieczka
- Battletech, Tabletop-Spiel
- Bauernfangen, Kartenspiel
- Bauernheinrich, regionales Karten-Stichspiel
- Bauernhof-Bande, Kinderspiel von Justin Lee
- Bauernschach, Schachvariante
- Bauernschlau, Brettspiel von Tom Schoeps
- Bauernschnapsen, Kartenspiel
- Bauernskat, Zweipersonenkartenspiel, siehe Offiziersskat
- Bäumchen wechsel dich, altes Kinderspiel
- Die Baumeister von Arkadia, Brettspiel von Rüdiger Dorn
- Bausack, Geschicklichkeitsspiel von Klaus Zoch
- Bayerisches Tarock, Kartenspiel
- Beasty Bar, Kartenspiel von Stefan Kloß
- Beer Pong, Geschicklichkeits- und Trinkspiel
- Behind, Sammelkartenspiel von Michael Palm und Sebastian Jakob
- Bela, Kartenspiel aus Italien
- Belagerungsspiel, historisches Strategie-Brettspiel
- Belle, lottoartiges Glücksspiel aus dem 17. Jahrhundert
- Belle, Fluss und Einunddreißig, historisches Kartenglücksspiel, ähnlich Poch
- Belote, französisches Kartenspiel
- Beppo der Bock, Kinder-Brettspiel
- Berlin ’85, taktisches Brettspiel von Jim Dunnigan
- Bermuda, kooperatives Kartenspiel von Carlo Emanuele Lanzavecchia
- Berge des Wahnsinns, kooperatives Brettspiel von Matt Leakey
- Betrayal at House on the Hill, Horror-Brettrollenspiel von Rob Daviau und Bruce Glassco
- Bézique, Kartenspiel
- Bezzerwizzer, Wissensspiel von Jesper Bülow
- Biberbande: Kartenspiel von Monty und Ann Stambler
- BiberClan: Kartenspiel von Jörg von Rüden, aufbauend auf Biberbande
- Bierjunge, studentisches Trinkritual und -spiel
- Bierlachs, Skatvariante
- Biernominierung, Trinkspiel mit Elementen eines Kettenbriefes
- Bierstaat, altes Trinkspiel
- Bieten, Kartenspiel in Bayern und Tirol
- Big and Small, Würfelspiel, siehe Sic Bo
- Big Boss, Brettspiel von Wolfgang Kramer
- Big Eyes, Small Mouth, Rollenspielsystem
- Big Kini, Brettspiel von Guido Eickhof
- Bigboss, Brettspiel von Harald Riehle
- Bilboquet, historisches Geschicklichkeitsspiel
- Bilderdomino, Dominovariante für Kinder
- Bilibo, Kinderspielzeug
- Billabong, Brettspiel von Eric Solomon
- Billard, Geschicklichkeitsspiel mit Kugeln
- Billard Artistique, Billard-Variante
- Billy Biber, Geschicklichkeitsspiel für Kinder von Kai Haferkamp
- Bingo, Lotteriespiel
- Binokel, Kartenspiel
- Biribi, historisches Glücksspiel
- Bis Einhunderteins, Würfelspiel, siehe Pig (Würfelspiel)
- Biss20, Kartenspiel von Lena und Günter Burkhardt
- Birthright, Rollenspielwelt von Dungeons & Dragons
- Bis Einhunderteins, einfaches Würfelspiel mit einem Würfel
- Black Box, Logikspiel von Eric W. Solomon
- Black Jack, Kartenglücksspiel
- Black Jack Double Exposure, Variante des Black Jack
- Black Jack Free Bet, Variante des Black Jack
- Black Jack Switch, Variante des Black Jack
- Black Lady Hearts, Kartenspiel siehe Schwarze Katze
- Black Spy, Kartenspiel von Alan R. Moon
- Black Stories, Kartenspiel von Holger Bösch
- Blackball, Billard-Variante
- Blattla, Kartenspiel, Schafkopfvariante
- Blind Hookey, Kartenglücksspiel siehe Häufeln
- Blitz und Donner, 2-Personen-Kartenspiel von Richard Borg
- Blokus, strategisches Legebrettspiel von Bernard Tavitian
- Blokus 3D, Brettspiel von Stefan Kögl
- Blood Bowl, Fantasy-Fußballspiel
- Blood Rage, Brettspiel von Eric M. Lang
- Blood Royale, Brettspiel von Derek Carver und Paul Cockburn
- Blox, Brettspiel von Wolfgang Kramer, Hans Raggan und Jürgen P. K. Grunau
- Blüchern, historisches Kartenspiel
- Blue Moon, Zweipersonenkartenspiel von Reiner Knizia
- Blue Moon City, Brett- und Kartenspiel von Reiner Knizia
- Bluff, Würfelspiel von Richard Borg
- Boccia, Geschicklichkeitsspiel mit Kugeln
- Bockspringen, sportliches Kinderspiel
- Boggle, Buchstabenspiel
- Böhmischer Schneider, Karten-Stichspiel
- Bohnanza, Kartenspiel von Uwe Rosenberg
- Bohnanza: Das Duell, Kartenspiel von Uwe Rosenberg
- Bohnenspiel, eine Mancala-Variante
- Bōku, Zweipersonenbrettspiel von Rob Nelson
- Bolachen, Karten-Stichspiel
- Bolix, Zweipersonenbrettspiel von Rob Nelson, siehe Bōku
- Bollox, Zweipersonenbrettspiel von Rob Nelson, siehe Bōku
- Bolt Action, Tabletop-Spiel mit dem Hintergrund Zweiter Weltkrieg
- Die Borgia, Kartenspiel von Alexander S. Berg
- Boomtown, Kartenspiel von Bruno Cathala und Bruno Faidutti
- Borodino, ein Konfliktsimulationsspiel von John Michael Young
- Das Börsenspiel, Börsensimulation
- Böse Eins, einfaches Würfelspiel mit einem Würfel
- Böse Drei, einfaches Würfelspiel mit einem Würfel
- Boston, ein im 18. und 19. Jhdt. beliebtes Kartenspiel
- Bottle Flip, Geschicklichkeitsspiel
- Bouillotte, Glücksspiel, Vorläufer des Poker
- Boule, Roulette-ähnliches Glücksspiel
- Boule, Geschicklichkeitsspiel mit Kugeln
- Boule bretonne, Variante des Boule-Spiels
- Boule Lyonnaise, Variante des Boule-Spiels
- Bowls, englisches Kugelspiel
- Brackeln, Wurf- und Geschicklichkeitsspiel
- Brag, Glücksspiel, Vorläufer des Poker
- Brandeln, historisches Stichspiel
- Brass, strategisches Brettspiel von Martin Wallace
- Bräus, Kartenspiel in Schweden
- Brausebart, historische Kartenspiel
- Break In, Spieleserie von Rebecca Bleau, Nicholas Cravotta und David Yakos
- Breakthrough, strategisches Brettspiel von Dan Troyka
- Brelan, Glücksspiel, Vorläufer des Poker
- Brezelstechen, Geschicklichkeitsspiel
- Bridge, altes Kartenspiel
- Bring Your Own Book, Kommunikationsspiel von Matthew Moore
- Briscola, italienisches Stichkartenspiel
- Britannia, Brettspiel von Lewis E. Pulsipher
- Brixentaler Bauerntarock, Kartenspiel
- Broom Service, Brettspiel von Alexander Pfister und Andreas Pelikan.
- Brügge, Brettspiel von Stefan Feld
- Brus, Kartenspiel
- Brusbart, historische Kartenspiel
- Bruus, historische Kartenspiel
- Bubblegum Crisis, Rollenspiel
- Bügelspiel, Geschicklichkeitsspiel mit Kugeln
- Bukidomino, historisches Dominospiel, bei dem man auf den Sieger wetten kann
- Bulka, historisches Kartenspiel, siehe Trappola
- Bullermännchen, Kartenglücksspiel, siehe Schlesische Lotterie
- Bullshit, Kartenspiel
- Bumm Bumm Ballon!, Kinder- und Geschicklichkeitsspiel von Frans Rookmaaker
- Bunny Kingdom, Brettspiel von Richard Garfield
- Buraco, Kartenspiel aus Venezuela
- Burg Appenzell, Kinderspiel
- Burg Flatterstein, Kinderspiel
- Burgen von Burgund, Brettspiel von Stefan Feld
- Bushido, Rollenspiel

## C
- Cacao, Legespiel von Phil Walker-Harding
- Caesar & Cleopatra, Kartenspiel von Wolfgang Lüdtke
- Café International, Brettspiel von Rudi Hoffmann
- Call of Cthulhu, Horrorrollenspiel
- Camel Up, Brettspiel von Steffen Bogen
- Canasta, südamerikanisches Kartenspiel
- Candamir, Brettspiel von Klaus Teuber
- Can’t Stop, Würfelbrettspiel von Sid Sackson
- Capablanca-Random-Chess, Schachvariante auf einem 10x8-Brett
- Capitol, Brettspiel von Aaron Weissblum und Alan R. Moon
- Captain Flip, Brettspiel von Remo Conzadori und Paolo Mori
- Captain Sonar, Brettspiel von Roberto Fraga und Yohan Lemonnier
- Capture the Flag, Geländespiel
- Car Wars, Konfliktsimulation von Steve Jackson
- Carabande, Geschicklichkeitsspiel von Jean du Poël
- Carat (Spiel), Brettspiel von Dirk Henn
- Cards Against Humanity, Kartenspiel
- Carcassonne, Legespiel von Klaus-Jürgen Wrede
- Carcassonne – Amazonas, Legespiel von Klaus-Jürgen Wrede, Carcassone-Ableger
- Carcassonne – Das Würfelspiel, Legespiel von Klaus-Jürgen Wrede, Carcassone-Ableger
- Carcassonne – Die Baumeister des Königs, Legespiel von Klaus-Jürgen Wrede, Carcassone-Ableger
- Carcassonne – Die Burg, Legespiel von Klaus-Jürgen Wrede, Carcassone-Ableger für 2 Personen
- Carcassonne – Die Jäger und Sammler, Legespiel von Klaus-Jürgen Wrede, Carcassone-Ableger
- Carcassonne – Die Stadt, Legespiel von Klaus-Jürgen Wrede, Carcassone-Ableger
- Carcassonne – Goldrausch, Legespiel von Klaus-Jürgen Wrede, Carcassone-Ableger
- Carcassonne – Mayflower, Legespiel von Klaus-Jürgen Wrede, Carcassone-Ableger
- Carcassonne – Neues Land, Legespiel von Klaus-Jürgen Wrede, Carcassone-Ableger
- Carcassonne – Safari, Legespiel von Klaus-Jürgen Wrede, Carcassone-Ableger
- Carcassonne – Star Wars Edition, Legespiel von Klaus-Jürgen Wrede, Carcassone-Ableger
- Carcassonne – Südsee, Legespiel von Klaus-Jürgen Wrede, Carcassone-Ableger
- Carcassonne – Über Stock und Stein, Legespiel von Klaus-Jürgen Wrede, Carcassone-Ableger* Cardcassonne, Kartenspiel von Klaus-Jürgen Wrede, Carcassone-Ableger
- Caribbean Stud, Kartenglücksspiel, siehe Tropical Stud
- Carla Caramel, kooperatives Kinderbrettspiel von Sara Zarian
- Carolus Magnus, Brettspiel von Leo Colovini
- Carrom, asiatisches (Indien) Billard-ähnliches Brettspiel
- Cartagena, Brettspiel von Leo Colovini
- Cartaventura, Kartenspiel-Serie nach der Idee von Thomas Dupont und Arnaud Ladagnous
- Cartino, Brettspiel von Alex Randolph
- Cascadia, Legespiel von Randy Flynn
- Casino, Kartenspiel
- Casino War, Kartenglücksspiel, siehe Bataille royale
- Castel, Kartenspiel von Serge Laget und Bruno Faidutti
- Castle Falkenstein, Rollenspiel
- Cat Stax, Legespiel von Bob Ferron
- Catan Histories – Settlers of America: Trails to Rails, Brettspiel von Klaus Teuber
- Catan – Baden-Württemberg-Edition, Brettspiel von Klaus Teuber
- Catan – Beste Freunde, Szenarion von Benjamin Teuber
- Catan – Big Game Event Kit, Catan-Mehrspielerversion von Klaus Teuber
- CATAN - Das Buch zum Spielen, Szenarien und Varianten für Catan von Klaus Teuber
- Catan – Das Duell, Kartenspiel von Klaus Teuber
- Catan – Der Schokoladenmarkt, Catan-Erweiterung von Klaus Teuber
- Catan – Deutschland-Edition, Brettspiel von Klaus Teuber
- CATAN – Entdecker & Piraten, Catan-Erweiterung von Klaus Teuber
- CATAN – Händler & Barbaren, Catan-Erweiterung von Klaus Teuber
- CATAN – Historische Szenarien, Catan-Brettspielszenarien von Klaus Teuber
- Catan – Jubiläumsausgabe, Catan-Version von Klaus Teuber
- Catan – Junior, Kinderspiel von Klaus Teuber
- Catan – Minispiel, vereinfachte Catan-Variante von Klaus Teuber
- Catan – Ölquellen, Catan-Szenario von Klaus Teuber
- CATAN – Seefahrer-Erweiterung, Catan-Erweiterung von Klaus Teuber
- CATAN – Städte & Ritter, Catan-Erweiterung von Klaus Teuber
- Catan – Szenario Crop Trust, Szenario von Klaus und Benjamin Teuber
- Catan – Travel-Box, Reiseversion von Klaus Teuber
- Catan: Der Aufstieg der Inka, Reiseversion von Klaus Teuber
- Cavagnole, historisches Glücksspiel
- Caverna – Die Höhlenbauern, Brettspiel von Uwe Rosenberg
- Caylus, Brettspiel von William Attia
- Cee-lo (C-Lo, See-Low oder Four-Five-Six bzw. 4-5-6), Würfelspiel mit drei Würfeln
- Cego, Kartenspiel aus Süddeutschland
- Century: Die Gewürzstraße, Kartenspiel von Emerson Matsuuchi
- Chainmail, Tabletop-Spiel von Jeff Perren und Gary Gygax
- Challengers!, Kartenspiel von Johannes Krenner und Markus Slawitscheck
- Chamäleon, Schachvariante von Wolfgang Großkopf
- Champions, Rollenspiel
- Changeling: The Dreaming, Pen-&-Paper-Rollenspiel
- Chaos in der alten Welt, Fantasy-Brettspiel von Eric M. Lang
- Chaosspiel, Geländespiel
- Charakir, Kartenstichspiel
- Charlie Charlie Challenge, Papier-und-Bleistift-Spiel
- Chaupar, indisches Brettspiel
- Chaturanga, Schachvorläufer aus Indien
- Chemin de fer, Kartenglücksspiel, Baccara-Variante
- Chess960, Schachvariante mit zufallsabhängiger Grundstellung
- Chez Geek, Kartenspiel von Jon Darbro und Alain H. Dawson
- Chi va piano va sano!, italienische Version von Eile mit Weile
- Chicago, Würfelspiel
- Chill, Horrorrollenspiel
- Chill & Chili, Kartenspiel von Lenny Herbert
- Chinese Poker, Poker-Variante
- Chinesenspiel, Kinderspiel, Pachisi-Variante
- Chinesische Mauer, Kartenspiel von Reiner Knizia
- Chivalry and Sorcery, Fantasyrollenspiel
- Choker, Poker-Variante
- Chomp, Strategiespiel für 2 Personen
- Chratze, Schweizer Stichkartenspiel
- Chronicles of Crime, kooperatives Brettspiel von David Cicurel
- Chuck a Luck, Würfelspiel
- Circe, Schachvariante
- Circle of Death, Karten-Trinkspiel
- Citadels, auch Ohne Furcht und Adel, Kartenspiel von Bruno Faidutti
- Cities Skylines – Das Brettspiel, kooperatives Brettspiel von Rustan Håkansson
- ciúb, Würfelspiel
- Civilization, Brettspiel von Francis Treshham
- Clans, Brettspiel von Leo Colovini
- Clans of Caledonia, Brettspiel von Juma Al-JouJou
- Claymore Saga, Fantasy-Brettspiel
- Cluedo, Detektiv-Brettspiel
- Code 777, Kartenspiel von Robert Abbott (siehe Egghead)
- Codenames, Party-Kartenspiel von Vlaada Chvátil
- Colt Express, Brettspiel von Christophe Raimbault
- Colomino, strategisches Legespiel von Max J. Kobbert
- Coloretto, Kartenspiel von Michael Schacht
- Colosseum, Brettspiel von Wolfgang Kramer und Markus Lübke
- Commands & Colors: Ancients, Konfliktsimulation von Richard Borg, Pat Kurivial und Roy Grider
- Confrontation, Tabletop-Spiel
- La Compagnie des glaces, Rollenspiel
- Concept, Brettspiel von Alain Rivollet und Gaëtan Beaujannot
- Concordia, Brettspiel von Mac Gerdts
- Connect6, modernes Brettspiel aus der Go-Moku Familie
- Congkak, eine Mancala-Variante aus Malaysia
- ConHex, abstraktes Brettspiel von Michail Antonow
- Conquest of the Empire, Konfliktsimulation
- Conquian, Kartenspiel, Vorläufer von Rommé
- Contact, Legespiel von Ken Garland
- Cookies, kooperatives Kinderspiel von Hartmut Kommerell
- Coon Can, Kartenspiel, auch Conquian
- Coon King, Kartenspiel, auch Conquian
- Cornhole, Wurfspiel aus den Vereinigten Staaten
- Corona, Brettspiel von Alex Randolph
- Corsaro: Irrfahrt im Piratenmeer, kooperatives Brettspiel für Kinder von Wolfgang Kramer
- Cosmic Coasters, Brettspiel von Andrew Looney
- Cosmic Eidex, Jass-Variante
- Cosmic Encounter, Brettspiel von Bill Eberle und Peter Olotka
- Cottage Garden, Brettspiel von Uwe Rosenberg
- Cram, mathematisches Strategiespiel
- Cranium, Denk- und Ratespiel
- Crapette, Kartenspiel, siehe Zank-Patience
- Craps, amerikanisches Würfelspiel
- Crazy Coconuts, Kinder- und Geschicklichkeitsspiel von Walter Schneider
- Creationary, Lego-Gesellschaftsspiel von Cynthia Bodin, Bastiaan Brederode und Cephas Howard
- Die Crew, kooperatives Kartenspiel von Thomas Sing
- Cribbage, Kartenspiel
- Cribbage Pool, Billard-Variante
- Crocket, Geschicklichkeitsspiel mit Kugeln und Toren, siehe Croquet
- Chronopia, Tabletop-Spiel
- Croquet, Geschicklichkeitsspiel mit Kugeln und Toren
- Crokinole, Brett- und Geschicklichkeitsspiel
- Cry Havoc, Konfliktsimulation
- CthulhuTech, Science-Fiction- und Horror-Rollenspiel (Pen & Paper)
- Cuba, Brettspiel von Michael Rieneck und Stefan Stadler
- Cuba Libre, Brettspiel von Jeff Grossman und Volko Ruhnke
- CuBirds, Kartenspiel von Stefan Alexander
- Cups, eine Mancala-Variante
- Cyberpunk 2020, Rollenspiel von Mike Pondsmith
- Cytosis: A Cell Biology Board Game, Brettspiel von John Coveyou

## D
- d20, Rollenspielsystem
- Da ist der Wurm drin, Würfelspiel von Carmen Kleinert
- Dai Siu, Würfelspiel, siehe Sic Bo
- Dam it!, Kartenspiel von Graeme Jahns
- Dame, altes Zweipersonenbrettspiel
- Dampfross, Eisenbahnbrettspiel von David Watts
- Dark Chess, Schachvariante
- Dark Force, Sammelkartenspiel
- Dark Sun, Rollenspielwelt von Dungeons & Dragons
- Darts, Geschicklichkeitsspiel mit Pfeilen
- Das Fundament der Ewigkeit, Brettspiel von Michael Rieneck nach dem Roman von Ken Follett
- Das Gold der Inka, Brettspiel von Harald Lieske
- Das große Dinosaurier-Spiel, Brettspiel von Inka und Markus Brand
- Das große Herz, einfaches Würfelspiel
- Das kleine Gespenst, Brettspiel für Kinder von Kai Haferkamp
- Das magische Labyrinth, Kinderspiel
- Das verrückte Labyrinth, Brettspiel von Max Kobbert
- Das Schwarze Auge, Fantasy Rollenspiel von Ulrich Kiesow
- Das Spiel, Würfelspiel von Reinhold Wittig
- Das Zepter von Zavandor, Brettspiel von Jens Drögemüller
- DDR-Reise, Erkundungs-Brettspiel basierend auf Deutschlandreise
- Deadlands, Rollenspiel von Shane Lacy Hensley
- De Bellis Antiquitatis, Tabletop-Spiel
- De Bellis Magistrorum Militum, Tabletop-Spiel
- De Bellis Multitudinis, Tabletop-Spiel
- The Deadlies, Kartenspiel von Paul Saxberg
- Decathlon, Würfelspiel von Reiner Knizia
- Deckscape, Escape-Room-Spielreihe von Martino Chiacchiera und Silvano Sorrentino
- Decrypto, Kommunikationsspiel von Thomas Dagenais-Lespérance
- Deflexion, schachähnliches Strategiespiel mit Laser, seit 2007 als Khet.
- Degenesis, Rollenspiel
- De Kolonisten van de Lage Landen, niederländische Catan-Brettspielvariante von Klaus Teuber
- Deja-Vu, Kartenspiel von Heinz Meister
- Demon: The Fallen, Rollenspiel
- Demonworld, Tabletop-Spiel
- Der Dieb von Bagdad, Brettspiel von Thorsten Gimmler
- Der Eiserne Thron, Brettspiel von Christian T. Petersen
- Der fliegende Holländer, Brettspiel von Klaus Teuber
- Der Goldene Kompass (Spiel), Brettspiel von n Inka und Markus Brand, nach dem Roman von Philip Pullman
- Der Große Dalmuti, Kartenspiel von Richard Garfield
- Der Herr der Ringe, Brettspiel von Reiner Knizia
- Der Herr der Ringe – Der Ringkrieg, Brettspiel von Marco Maggi, Francesco Nepitello und Roberto Di Meglio
- Der Herr der Ringe: Die Gefährten – Das Kartenspiel, Kartenspiel von Reiner Knizia
- Der Herr der Ringe Rollenspiel, Rollenspiel von Steven S. Long
- Der Kaiser schickt seine Soldaten aus, altes Kinderspiel
- Der König der Diebe, Kartenspiel von Michael Schacht und Bruno Faidutti
- Der Markt von Alturien, Brettspiel von Wolfgang Kramer
- Der Schwarm, Brettspiel von Brettspiel von Wolfgang Kramer und Michael Kiesling nach dem Roman von Frank Schätzing
- Der schwarze Pirat, Brettspiel von Guido Hoffmann
- Der verzauberte Turm, Kinderspiel
- Der wahre Walter, Kartenspiel von Urs Hostettler
- Derdeln, historisches Zweipersonenkartenspiel, siehe Tatteln
- Descent: Die Reise ins Dunkel, Fantasy-Brettspiel von Kevin Wilson
- Deutscher Schafkopf, historisches deutsches Kartenspiel
- Deutsches Solo, historisches deutsches Kartenspiel
- Deutschland erklärt den Krieg (Spiel), altes Kinderspiel
- Deutschland: Finden Sie Minden, Brettspiel von Günter Burkhardt
- Deutschlandreise, Erkundungs-Brettspiel
- Devilstick, Geschicklichkeitsspiel und Jonglage
- Diabolo, Geschicklichkeitsspiel und Jonglage
- Diamant, Push-your-luck-Spiel von Bruno Faidutti und Alan R. Moon
- Der Dieb von Bagdad, Brettspiel von Thorsten Gimmler
- Dice Stacking, Geschicklichkeitsspiel
- Dice Town, Würfelspiel von Bruno Cathala und Ludovic Maublanc
- Dicke Luft in der Gruft, Brettspiel um Vampire von Norbert Proena
- Die Abenteuer des Robin Hood, kooperatives Brettspiel von Michael Menzel
- Die Alchemisten, Brettspiel von Matúš Kotry
- Die Baumeister von Arkadia, Brettspiel von Rüdiger Dorn
- Die Borgia, Kartenspiel von Alexander S. Berg
- Die Burgen von Burgund, Brettspiel von Stefan Feld
- Die Burgen von Burgund – Das Kartenspiel, Kartenspiel von Stefan Feld
- Die Claymore-Saga, Brettspiel von Stephen Baker
- Die geheimnisvolle Drachenhöhle, Kinderspiel
- Die fliehende Geldbörse, altes Straßenspiel
- Die Fürsten von Catan, Kartenspiel von Klaus Teuber
- Die Fürsten von Florenz, Brettspiel von Wolfgang Kramer und Richard Ulrich
- Die Goldene Stadt, Brettspiel von Michael Schacht
- Die Kaufleute von Amsterdam, Brettspiel von Reiner Knizia
- Die Kinder von Catan, Brettspiel von Klaus Teuber
- Die Legende des Sagor, Brettspiel von Ian Livingstone
- Die Legenden von Andor, Brettspiel von Michael Menzel
- Die Legenden von Andor – Chada & Thorn, Kartenspiel von Gerhard Hecht
- Die magischen Schlüssel, Kinderspiel von Arno Steinwender und Markus Slawitscheck
- Die neuen Entdecker, Legebrettspiel von Klaus Teuber
- Die Säulen der Erde – Duell der Baumeister, Kartenspiel von Stefan Feld, nach dem Roman von Ken Follett
- Die Siedler von Catan, Brettspiel von Klaus Teuber
- Die Siedler von Catan – Limitierte Edition in 3D, Catan-Variante von Klaus Teuber
- Die Siedler von Catan - Atlantis – Szenarien zum Basisspiel, Ergänzung zu Die Siedler von Catan
- Die Siedler von Catan: Aufbruch der Händler, Brettspiel von Klaus Teuber
- Die Siedler von Catan – Das Alte Ägypten, Catan-Variante von Klaus Teuber
- Die Siedler von Catan – Das Kartenspiel, Kartenspiel von Klaus Teuber
- Die Siedler von Catan – Das schnelle Kartenspiel, Kartenspiel von Klaus Teuber
- Die Siedler von Catan – Das Würfelspiel, Würfelspiel von Klaus Teuber
- Die Siedler von Catan – Einsteigervariante, vereinfachte Catan-Versionn von Klaus Teuber
- Die Siedler von Catan – Kampf um Rom, Brettspiel von Klaus Teuber
- Die Siedler von Kanaan, Brettspiel von Klaus Teuber
- Die Siedler von Nürnberg, Brettspiel von Klaus Teuber
- Die Sternenfahrer von Catan, Brettspiel von Klaus Teuber
- Die Säulen der Erde, Brettspiel von Michael Rieneck und Stefan Stadler
- Die Tore der Welt, Brettspiel von Michael Rieneck und Stefan Stadler
- Die verbotene Insel, kooperatives Brettspiel von Matt Leacock
- Die Werwölfe von Düsterwald, Kartenspiel von Philippe des Phallières und Hervé Marly
- Digit, Karten- und Legespiel von Gerhard Kodys
- Dino World, Kinderspiel
- Diplomacy, strategisches Brettspiel von Allan B. Calhamer
- Diskwars, Sammelkartenspiel von Tom Jolly und Christian T. Petersen
- Ditschen, Geschicklichkeitsspiel mit Münzen, siehe Fuchsen
- Dixit, Kommunikationsspiel
- Djinn, Kartenstichspiel
- DKT – Das kaufmännische Talent, Brettspiel
- Doctor Faust, Brettspiel von Reinhold Wittig
- Dobble, auch Spot it!, Kartenspiel
- Dōbutsu Shōgi, Shōgi-Variante
- Dodelido, Kartenspiel von Jaques Zeimet
- Dog, Pachisi-Variante mit Murmeln und Karten
- DOG, Pachisi-Variante mit Karten
- Dog Pile, Legespiel von Bob Ferron
- Doh Say Dat, Gesellschaftsspiel von Daniella Maraj und Allister Raghunanan
- Doktor Bibber, Geschicklichkeitsspiel
- Dominion, Kartenspiel
- Domino, altes Legespiel
- Domino Whist, eine Variante des Dominospiels zu viert
- Domitrio, Legespiel von Mark Fuchs
- Doom – Das Brettspiel, Brettspiel von Christian T. Petersen und Kevin Wilson
- Doppelkopf, Kartenspiel
- Dorfromantik: Das Brettspiel, kooperatives Legespiel von Lukas Zach und Michael Palm
- Dosenstechen, Trinkspiel
- Dosenwerfen, Geschicklichkeitsspiel
- Dots, in Osteuropa populäres Gebietsspiel
- Dou di zhu, chinesisches Kartenspiel
- Drachenherz, Kartenspiel von Rüdiger Dorn
- Drachenhort, Fantasy-Brettspiel
- Drachenlanze, Rollenspielwelt von Dungeons & Dragons
- Draftosaurus, Brettspiel von Antoine Bauza, Corentin Lebrat, Ludovic Maublanc und Théo Rivière
- Dragomino, Kinder-Legespiel von Bruno Cathala, Marie Fort und Wilfried Fort
- Dragon Dice, Sammelwürfelspiel
- Dragonfly Chess, Schachvariante
- Dragonlance, Rollenspielwelt von Dungeons & Dragons
- Dragonwood, Karten- und Würfelspiel von Darren Kisgen
- Draughts, Variante des Damespiels
- Draw Poker, Kartenspiel, eine Poker-Variante
- Drecksau, Kartenspiel von Frank Bebenroth
- Drei-Dreiecke-Tangram, Legespiel
- Dreibeinlauf, Wettlaufspiel
- Dreiblatt, Kartenglücksspiel siehe Tippen
- Dreidel, traditionelles Kinderspiel
- Dreierschnapsen, Variante des Bauernschnapsens
- drop it, Geschicklichkeitsspiel von Bernhard Lach und Uwe Rapp
- Druids, Kartenspiel von Günter Burkhardt und Wolfgang Lehmann
- Drunter & Drüber, Brettspiel von Klaus Teuber
- Dschungelbande, Kinderspiel von Manfred Reindl und Stefan Dorra
- Duck Stars, Sammelkartenspiel
- Duel Masters, Sammelkartenspiel
- Dufte Hundert, einfaches Würfelspiel mit zwei Würfeln
- Dune, strategisches Brettspiel von Bill Eberle, Jack Kittredge und Peter Olotka
- Dungeon Twister, strategisches Brettspiel von Christophe Boelinger
- Dungeons & Dragons, Fantasyrollenspiel
- Dungeonslayers, Rollenspiel
- Durch die Wüste, Brettspiel von Reiner Knizia
- Durak, traditionelles russisches Kartenspiel
- Dvorak, Kartenspiel mit selbsterstellten Decks
- Dvonn, Zweipersonenbrettspiel von Kris Burm

## E
- Earthdawn, Rollenspiel
- Easy Poker, Kartenglücksspiel
- Eberron, Rollenspielwelt von Dungeons & Dragons
- Écarté, historisches Kartenspiel
- Eckdame, Variante des Damespiels
- Eclipse – New Dawn for the Galaxy, Brett- und Strategiespiel von Touko Tahkokallio
- Edward Fortyhands, Trinkspiel
- Egghead, Kartenspiel von Robert Abbott
- Ehre der Samurai, Kartenspiel von Scott Kimball
- Eierlaufen, Wettlaufspiel
- Eile mit Weile, deutsche und schweizerische Pachisi-Variante
- Ein solches Ding, Kartenspiel von Urs Hostettler
- Einauge sei wachsam, Kartenspiel von Wolfgang Kramer und Michael Kiesling
- Eine Studie in Smaragdgrün (Spiel), Brettspiel von Martin Wallace
- Einfach Genial, Legespiel von Reiner Knizia
- EinStein würfelt nicht, Zweipersonenbrettspiel von Ingo Althöfer
- 31, das Kartenglücksspiel Schwimmen
- 31, das Kartenglücksspiel Trente (et) un
- 51, ein Kartenspiel für Kinder
- Einundvierzig, dem Poker ähnliches Kartenspiel aus der Steiermark
- Einundzwanzig, Kartenspiel, siehe Siebzehn und Vier
- Der Eiserne Thron, Fantasy-Brettspiel
- El Grande Brettspiel von Wolfgang Kramer und Richard Ulrich
- Elasund, Brettspiel vom Klaus Teuber
- Elchfest, Geschicklichkeitsspiel von Hermann Huber
- Elements, Kartenspiel von Team Saien
- Elf hoch, Würfelspiel
- Elfenland, Brettspiel von Alan Moon
- Elfer raus!, Kartenspiel
- Elfern, Kartenspiel
- Emojito!, Kinder- und Partyspiel von Urtis Šulinskas
- Empire, Brettspiel von Gary Dicken und Steve Kendall
- Engel, Rollenspiel von Oliver Graute, Oliver Hoffmann und Kai Meyer
- Englisch Fußball, Geschicklichkeitsspiel
- English Billards, Billard-Variante
- Entdecker, Legespiel von Klaus Teuber
- Epaminondas, modernes abstraktes Brettspiel von Robert Abbott
- Erdball (Spiel), Friedensspiel
- Ereignisse auf Catan, Ergänzung zu den Catan-Spielen von Klaus Teuber
- Eressea, Fantasy-Postspiel
- Escalero, Würfelspiel
- Eselsbrücke, Gesellschaftsspiel von Stefan Dorra und Ralf zur Linde
- Espérance, Würfelspiel
- Espresso Doppio, Brettspiel für 2 Personen
- Eternity-Puzzle, Legespiel
- Euchre, Kartenspiel und Varianta des Écarté
- Euphrat & Tigris, Brettspiel von Reiner Knizia
- Europawissen, Quizspiel von Arno Steinwender und Christoph Puhl
- European Seven Eleven, amerikanisches Würfelspiel, siehe Craps
- EVE: The Second Genesis Collectible Card Game, Sammelkartenspiel
- Everway, Rollenspiel von Jonathan Tweet
- Evo, Brettspiel von Philippe Keyaerts
- Ex Machina, Rollenspiel von Baugh, Borgstrom, Gossett, Kayl und Lyons
- Exalted, Rollenspiel von Geoffrey C. Grabowski
- Exit – Das Spiel, Escape-Game-Spieleserie von Inka und Markus Brand.
- Exploding Kittens, Kartenspiel von Elan Lee und Matthew Inman

## F
- Fabelsaft, Kartenspiel von Friedemann Friese
- Fabulantica, Kinderspiel von Marco Teubner
- Facecards, Kartenspiel von Leo Colovini
- Fadenspiel, Geschicklichkeitsspiel mit geschlossenem Faden
- Fading Suns, Science-Fiction-Rollenspiel
- Fan Tan, chinesisches Glücksspiel mit Bohnen
- Fan Tan, dominoähnliches Kartenlegespiel
- Fang den Hut, Brettspielklassiker und Pachisi-Variante
- Fangbecher, Geschicklichkeitsspiel und -spielzeug
- Fangen, Geländespiel
- Fanorona, Brettspiel aus Madagaskar
- Fantastische Reiche, Kartenspiel von Bruce Glassco
- Faraway, Kartenspiel von Johannes Goupy und Corentin Lebrat
- Farben, kommunikatives Kartenspiel von Apolline Jove
- Färbeln, Kartenspiel, siehe Einundvierzig
- Faro, Kartenglücksspiel, siehe auch Pharo
- Fate, generisches Pen&Paper-Rollenspiel
- Faules Ei, altes Kinderspiel, siehe Plumpsack
- Fauna, Rate- und Lernspiel von Friedemann Friese
- Fenster (Kirchenfenster, Zellenfenster, Bauernfenster, Ratsfenster oder Alle Fenster), Würfelspiel
- Feudal, Brettspiel von Fred Buestchler
- Feuer, Kartenspiel (Fingerkloppe)
- Feuer & Flamme, Geschicklichkeitsspiel von Stefan Dorra und Manfred Reindl
- Feuerfächer, Geschicklichkeitsspiel und Jonglage
- Feuerstab, Geschicklichkeitsspiel und Jonglage
- FHTAGN, Pen-und-Paper-Rollenspielsystem der Deutschen Lovecraft-Gesellschaft e. V.
- Fidchell (Brandubh, Schwarzer Rabe), altirisches Brettspiel
- Field of Glory, Tabletop-Spiel
- Die fiesen 7, Kartenspiel von Jacques Zeimet
- Filzlaus (Einsame Filzlaus), einfaches Würfelspiel mit einem Würfel
- Finca, Brettspiel von Ralf zur Linde und Wolfgang Sentker
- Finderlohn (Spiel), altes Straßenspiel, siehe Die fliehende Geldbörse
- Fingerkloppe, Kartenspiel
- Fipsen, norddeutsches Kartenspiel
- First Contact, Kommunikationsspiel von Damir Khusnatdinov
- Finstere Flure, Brettspiel von Friedemann Friese
- Fisch, Garnele, Krebs, Würfelspiel, siehe Chuck a Luck
- Fische Fluppen Frikadellen, Brettspiel von Friedemann Friese
- Fits, Legespiel von Reiner Knizia
- Five Card Draw, Kartenspiel, eine Poker-Variante
- Five Card Stud, Kartenspiel, eine Poker-Variante
- Five Tribes, Brettspiel von Bruno Cathala
- Flames of War, Tabletop-Strategiespiel von Phil Yates
- Der fliegende Holländer, Brettspiel von Klaus Teuber
- Flipper, Geschicklichkeitsspiel (Unterhaltungsgerät)
- Flohspiel, Gesellschaftsspiel
- Flügelschlag, Brettspiel von Elizabeth Hargrave
- Flunkyball, Wurf- und Geschicklichkeitsspiel
- Fluxx, Kartenspiel bei dem sich die Regeln ändern
- Focus, abstraktes Strategiespiel von Sid Sackson
- Food Chain Magnate, Brettspiel von Jeroen Doumen und Joris Wiersinga
- Force of Will, Sammelkartenspiel
- Forchess, Schachvariante
- Forgotten Realms, Rollenspielwelt von Dungeons & Dragons, siehe Vergessene Reiche
- Formula Dé, Brettspiel
- Fossil, Brettspiel von Klaus Palesch
- Foto Fish, Kinder- und Suchspiel von Michael Kallauch
- Französische Bank, Würfelspiel, siehe Banca francesa
- Französische Dame (Polnische Dame), Damevariante
- Französisches Tarock, Kartenspiel
- Freebooter's Fate, Tabletop-Spiel von Werner Klocke
- Freie Pyramide, Billard-Variante
- Fresko, Brettspiel von Marco Ruskowski und Marcel Süßelbeck
- Friedrich, Brettspiel von Richard Sivél
- Fröschis, Kinder-Kartenspiel von Haim Shafir
- Fuchs und Gänse, mittelalterliches Strategiespiel
- Fuchsen, Geschicklichkeitsspiel mit Münzen
- FUDGE, Rollenspielsystem von Steffan O’Sullivan
- Fun Facts, kooperatives Partyspiel von Kasper Lapp
- Das Fundament der Ewigkeit, Brettspiel von Michael Rieneck nach dem Roman von Ken Follett
- Fünf in eine Reihe, klassisches Strategiespiel
- Fünfzehn, einfaches Würfelspiel mit einem Würfel, siehe Makao
- Fünfzehn, einfaches Würfelspiel mit einem Würfel, siehe Zweiundzwanzig (Spiel)
- Funkelschatz, Kinderspiel von Günter und Lena Burkhardt
- Funkenschlag, Brettspiel von Friedemann Friese
- Funkerspiel, Partyspiel
- Die Fürsten von Catan, Kartenspiel von Klaus Teuber
- Die Fürsten von Florenz, Brettspiel von Wolfgang Kramer und Richard Ulrich
- Futschikato, Kartenspiel von Friedemann Friese
- Future Card Buddyfight, Sammelkartenspiel

## G
- Gach, Schachvariante auf einem Go-Brett
- Gaia Project, Brettspiel von Helge Ostertag und Jens Drögemüller
- Gaigel, Kartenspiel aus dem württembergischen Raum
- Galaxy Trucker, Science-Fiction-Brettspiel von Vlaada Chvátil
- Galgenmännchen, altes einfaches Buchstabenspiel
- Galtoni, 2-Personen-Spiel
- The Game, Kartenspiel von Steffen Benndorf
- Game of Trains, Kartenspiel von Alexey Konnov, Alexey Paltsev, Anatoliy Shklyarov und Trehgrannik
- A Game of Thrones CATAN: Die Bruderschaft der Nachtwache, Catan-Variante von Klaus Teuber im A-Game-of-Thrones-Stil
- Gamemaster Series, Reihe von Konfliktsimulationen
- Gangster City, Deduktionsspiel von Henrik Larsson und Kristian Amundsen Østby
- Gänsedieb, altes Reigenspiel der Kinder
- Gänsespiel, klassisches Brettspiel
- Ganz schön clever, Würfelspiel von Wolfgang Warsch
- Die Gärten der Alhambra, Legespiel von Dirk Henn
- Die Gärten von Versailles, Legespiel von Lena und Günter Burkhardt
- Der Geburtstag, Kartenpatience
- Gefiederter Spatz, Würfelspiel
- Die geheimnisvolle Drachenhöhle, Kinderspiel von Carlo Emanuele Lanzavecchia und Walter Obert
- Der geheimnisvolle Zaubersee, Kinderspiel von Stefan Kloß und Anna Oppolzer
- Geister, Brettspiel von Alex Randolph
- Geister, Geister, Schatzsuchmeister!, Kinderspiel
- Das Geisterschloss, Kinderspiel von Virginia Charves
- Geistertreppe, Kinderspiel von Michelle Schanen
- Geisteruhr, Kinderspiel von Anja Wrede und Christoph Cantzler
- Geistesblitz, Karten- und Reaktionsspiel von Jacques Zeimet
- Gemischtes Doppel, Memospiel
- Gemsch, Schweizer Kartenspiel
- Gerade und Ungerade, seit der Antike bekanntes einfaches Glücksspiel
- Geschenkt … ist noch zu teuer!, Kartenspiel von Thorsten Gimmler
- Ghosts, Kartenspiel von Reiner Knizia
- Gier, Kartenspiel von Alexander Pfister
- Gigamon, Kinder- und Gedächtnisspiel von Karim Aouidad und Johann Roussel
- Giganten, Brettspiel von Wilko Manz
- Gimelblättchen, Betrugsspiel, siehe Kümmelblättchen
- Gin Rummy, Kartenspiel, eine Rommé-Variante für zwei Personen
- Gipf, Zweipersonenbrettspiel von Kris Burm
- Globalissimo, Brettspiel von Günter Burkhardt
- Glocke und Hammer, historisches Spiel mit speziellen Würfeln und Karten
- Gloomhaven, kooperatives Fantasy-Brettspiel von Isaac Childres
- Gloomhaven: Die Pranken des Löwen, kooperatives Fantasy-Brettspiel von Isaac Childres
- Glückshaus, mittelalterliches Würfelspiel
- Glücksrad, Glücksspiel
- Glupschgeister, Kinderspiel von Jens-Peter Schliemann und Bernhard Weber
- Go, altes Zweipersonenbrettspiel aus China
- Goa, Brettspiel von Rüdiger Dorn
- Gobang, aus Japan stammendes Zweipersonenbrettspiel, Variante von Fünf in eine Reihe
- Gobblet, Zweipersonenbrettspiel
- Godori, koreanisches Kartenspiel
- Gogos, Geschicklichkeitsspiel und -spielzeug
- Goita, japanisches Stichspiel mit Spielsteinen
- Das Gold der Inka, Brettspiel von Harald Lieske
- Golden Horn: Von Venedig nach Konstantinopel, Brettspiel von Leo Colovini
- Der Goldene Kompass, Brettspiel von Inka und Markus Brand nach dem Roman von Philip Pullman
- Die Goldene Stadt, Brettspiel von Michael Schacht
- Gordischer Knoten, Geschicklichkeitsspiel
- Gorkamorka, Tabletop-Spiel von Games Workshop
- Gothic Chess, Schachvariante
- Gotori, koreanisches Kartenglücksspiel
- Grancrest Senki, Pen-&-Paper-Rollenspiel
- Grand Austria Hotel, Brettspiel von Virginio Gigli und Simone Luciani
- Grand Chess, Schachvariante von Christian Freeling
- Grand Hazard, Würfelspiel, siehe Chuck a Luck
- Grande Acedrex, mittelalterliche Schachvariante
- Grasobern, Schafkopf-ähnliches Kartenspiel
- Grass, Kartenspiel von Jeff London
- The Great Races, Würfelspiel
- Great Western Trail, Brettspiel von Alexander Pfister
- Das Grimoire des Wahnsinns, kooperatives Brettspiel von Maxime Rambourg
- Grimoria, Fantasy-Kartenspiel von Hayato Kisaragi
- Der Große Dalmuti, Kartenspiel von Richard Garfield
- Große kleine Edelsteine, Kinderspiel von Wolfgang Warsch
- Großes Los, Glücksspiel, auch Schlesische Lotterie
- Greyhawk, Rollenspielwelt von Dungeons & Dragons
- Groschenklick, Geschicklichkeitsspiel mit Münzen, siehe Fuchsen
- Guatemala Café, Brettspiel von Inka und Markus Brand
- Guillotine, Kartenspiel von Paul Peterson
- Gummitwist, Kinderspiel mit Gummiband
- GURPS, Rollenspielsystem
- Die gute Dreizehn, Kartenpatience
- Gute Freunde, Kinderspiel von Alex Randolph

## H
- H.O.R.S.E., Abfolge von Pokervarianten
- H.O.S.E., Abfolge von Pokervarianten
- Hägars Wikingerschach, skandinavisches Wurfspiel, siehe Kubb
- Hahndreier, dänisches und norddeutsches Kinder- und Familien-Kartenspiel
- Halali!, Brettspiel von Rudi Hoffmann
- Half Pint Heroes, Kartenspiel
- Halli Galli, Kartenspiel von Haim Shafir
- Hallo Pauker!, Karten-Ablagespiel von Rudi Hoffmann
- Halma, klassisches Brettspiel
- Hamburgum, Brettspiel von Mac Gerdts
- Hanabi, Kartenspiel von Antoine Bauza
- Hanafuda, japanisches Kartenspiel
- Hanamikoji, Kartenspiel von Kota Nakayama
- Hand and Brain, Schachvariante
- Hand-in-cap, ein altes englisches Tausch-Spiel
- HansA TeutonicA, Brettspiel von Andreas Steding
- Hänschen, piep einmal, Kinder- und Partyspiel
- Hart an der Grenze, Bluffspiel von André Zatz und Sergio Halaban
- Harry Potter: Kampf um Hogwarts, kooperatives Deck-Building-Kartenspiel von Forrest-Pruzan Creative, Kami Mandell und Andrew Wolf
- Harry Potter Sammelkartenspiel, Sammelkartenspiel
- Häschen in der Grube, Kinderspiel mit Gesang
- Häschenspiel (Legepuzzle), Legespiel
- Hase und Igel, Brettspiel von David Parlett
- Haste Worte?, Karten- und Wortfindungsspiel von Michael Kiesling und Wolfgang Kramer,
- Hau den Lukas, Jahrmarktspiel
- Häufeln, Kartenglücksspiel
- Hau Ruck, Kartenspiel, bei dem es auf rasche Reaktion ankommt
- Haus vom Nikolaus, einfaches Papier-und-Bleistift-Spiel
- Hausnummer (Große Hausnummer, Kleine Hausnummer), einfaches Würfelspiel mit drei Würfeln
- Havannah, strategisches Brettspiel
- Hazard, altes englisches Würfelspiel
- Hearts, US-amerikanisches Kartenspiel
- Heavy Gear, Science-Fiction-Rollenspiel
- Hecatomb, Sammelkartenspiel
- Heckmeck am Bratwurmeck, Würfelspiel von Reiner Knizia
- Heimlich & Co., Brettspiel von Wolfgang Kramer
- Heißer Draht, Geschicklichkeitsspiel
- Helfer von Catan, Ergänzung zu den Catan-Brettspielen von Klaus Teuber
- Helvetia, Brettspiel von Matthias Cramer
- Henne Berta, Kinderspiel von Geni Wyss
- Hepta, Legespiel von Alex Randolph
- Here I Stand: Wars of the Reformation 1517–1555, Strategiespiel von Ed Beach
- Heredium, Pen&Paper-Rollenspiel
- Hero System, Rollenspielsystem
- HeroClix, Sammelminiaturenspiel
- HeroQuest, Fantasy-Brettspiel
- HeroQuest, Fantasy-Rollenspiel
- Der Herr der Ringe, Brettspiel von Reiner Knizia
- Der Herr der Ringe – Der Ringkrieg, Brettspiel von Marco Maggi, Francesco Nepitello und Roberto Di Meglio
- Der Herr der Ringe: Die Gefährten – Das Kartenspiel, Kartenspiel von Reiner Knizia
- Der Herr der Ringe: Die Entscheidung, Brettspiel von Reiner Knizia
- Der Herr der Ringe Rollenspiel, Rollenspiel von Steven S. Long
- Herr des Schwertes, Brettspiel von Jervis Johnson
- Herr der Ziegen, Legespiel von Günter Burkhardt
- Herz zu Herz, einfache Patience
- Herzberger Quader, Geduldsspiel
- Herzeln, Kartenspiel
- Hetzjagd, einfaches Würfelspiel mit einem Würfel
- Hex, Zweipersonenbrettspiel
- Hexagonales Schach, Schachvarianten auf hexagonalen Feldern
- Hexenspiel, Geschicklichkeitsspiel mit geschlossenem Faden, siehe Fadenspiel
- Hexentanz, Pachisi-Variante
- Hexxagon, Variante des Spiels Ataxx
- Hey, Danke für den Fisch!, Neuer Name von Packeis am Pol
- Hey Yo, kooperatives Kartenauslagespiel von Takashi Saito
- Hick Hack in Gackelwack, Kartenspiel von Stefan Dorra
- Hickelkasten, Hüpfspiel
- Hickhack (Hürdenlauf, Auf und ab oder Auf-ab-auf), einfaches Würfelspiel mit einem Würfel
- Hilfe! Ein Yeti in den Spaghetti!, Geschicklichkeitsspiel
- Himalaya, Brettspiel von Régis Bonnessée
- Himmel und Hölle, Hüpfspiel (auch Hickelkasten)
- Hitlerjugend Gelände-Übung, historisches Propagandabrettspiel
- Hitster, Party-Kartenspiel von Marcus Carleson
- Hitster Bingo, Bingovariante von Hitster
- Hive, Legespiel von John Yianni
- Hnefatafl, altes Zweipersonenbrettspiel aus Skandinavien
- Hochspannung, Kartenspiel von Maureen Hiron
- Hochstapler, Kartenspiel von Reiner Knizia
- Hoggenheimer, Kartenglücksspiel
- Hohe Hausnummer (Hausnummern-Spiel), einfaches Würfelspiel mit einem Würfel
- Holländische Bank, Glücksspiel, siehe Häufeln
- Hollow Earth Expedition, Pen-&-Paper-Rollenspiel
- Die Hohen, Rollenspiel von Geoffrey C. Grabowski, siehe Exalted
- Hoher Türke, einfaches Würfelspiel mit drei Würfeln
- Hold’em, Pokervariantengruppe
- Holländische Bank, Kartenglücksspiel, siehe Häufeln
- Hol’s der Geier, taktisches Kartenspiel von Alex Randolph
- Holmes: Sherlock gegen Moriarty, Kartenspiel von Diego Ibáñez
- Hopse, Kinderspiel, siehe Hickelkasten
- Hornochsen!, Kartenspiel von Wolfgang Kramer
- Horse, Ballspiel
- Horse Race, Kartenglücksspiel
- Hotel, Brettspiel von Denys Fisher
- Hotel-Haie, Brettspiel von Sid Sackson, siehe Acquire
- Hotel-König, Brettspiel von Sid Sackson, siehe Acquire
- Hufeisenspiel, Geschicklichkeitsspiel
- Hund, Kartenspiel
- Hunde und Schakale, altägyptisches Spiel
- Hunter: The Reckoning, Rollenspiel
- Hüpfspiel, Kinderspiel, siehe Hickelkasten
- Hütchenspiel, Betrugsspiel
- Hüttenspiel, einfaches Würfelspiel mit einem Würfel
- Hurrikan, Kartenspiel
- Husarengolf, Geschicklichkeitsspiel von Torsten Marold

## I
- Ich sehe was, was du nicht siehst, Kinderspiel
- Icecool, Kinder- und Geschicklichkeitsspiel von Brian Gomez
- Icecool2, Nachfolger von Icecool
- Identik, Kommunikationsspiel von William Jacobson und Amanda Kohout
- Ido, Brettspiel von Bernhard Weber
- Igel ärgern, Brettspiel von Doris Matthäus und Frank Nestel
- Iki – Die Handwerker und Händler von Edo, Brettspiel von Koota Yamada
- Illuminati, Kartenspiel von Steve Jackson
- Illusion, Kartenspiel von Wolfgang Warsch
- Illustriertes Tarock, Tarockspiel in Österreich
- Im Märchenwald, Kinder-Kartenspiel von Markus Nikisch
- Im Reich des weißen Bären, Brettspiel von Charles Larue
- Im Wandel der Zeiten, Brettspiel von Vlaada Chvátil
- Imagine, Rate- und Deduktionsspiel von Shingo Fujita, Shotaro Nakashima und Hiromi Oikawa
- Imhotep: Baumeister Ägyptens, Brettspiel von Phil Walker-Harding
- Imhotep: Das Duell, Brettspiel von Phil Walker-Harding
- Imperial, Brettspiel von Walther „Mac“ Gerdts
- Imperial Settlers, Kartenspiel von Ignacy Trzewiczek
- In 80 Tagen um die Welt, Brettspiel von Michael Rieneck
- Indonesia, Brettspiel von Jeroen Doumen und Joris Wiersinga
- Indus, Würfelspiel von Wolfgang Panning
- Infinity the Game, Tabletop-Spiel von Corvus Belli
- Inkognito, Brettspiel von Alex Randolph und Leo Colovini
- In Nomine Satanis/Magna Veritas, Pen-&-Paper-Rollenspiel
- Intrige, Verhandlungsspiel von Stefan Dorra
- IQ Fit, Legepuzzle
- Isle of Skye: Vom Häuptling zum König, Lege- und Brettspiel von Alexander Pfister und Andreas Pelikan
- Isola, Brettspiel
- Istanbul, Brettspiel von Rüdiger Dorn
- Italienische Dame, Damevariante

## J
- Jabberwocky, Kartenspiel
- Jagd auf Kohlenklau, historisches Propaganda-Brettspiel
- Jäger und Späher, Kartenspiel von Gerhard Hecht
- Jaipur, Kartenspiel von Sébastien Pauchon
- Jakkolo, Geschicklichkeitsspiel mit Holzscheiben
- Jakobsleiter, Geschicklichkeitsspiel und -spielzeug
- Jambo, Kartenspiel von Rüdiger Dorn
- Janggi, koreanische Schachvariante
- Janusschach, Schachvariante
- Jass, Kartenspiel
- Java, Brettspiel von Michael Kiesling und Wolfgang Kramer
- Jenga, Geschicklichkeitsspiel mit Holzklötzchen von Leslie Scott
- Jenseits von Theben, Brettspiel von Peter Prinz
- Jetan, fiktives marsianisches Schach (zu dem es aber konkrete Regeln gibt)
- Jeu de palets, altes Geschicklichkeitsspiel aus Frankreich mit Scheiben
- Jeu des petits chevaux, französische Pachisi-Variante
- Jeu Provençal, Kugelspiel aus Frankreich
- Jockey, Brettspiel von Peter Murray und Steven Spencer
- Juden raus!, antijüdisches Brettspiel aus der Zeit des Nationalsozialismus, Pachisi-Variante
- Jule (Stumme Jule), einfaches Würfelspiel mit einem Würfel
- Jungle Speed, Karten- und Reaktionsspiel
- Junqi, chinesisches Brettspiel
- Junta, satirisches Brettspiel von Vincent Tsao, Ben Grossman und Eric Goldberg
- Just 4 Fun, Brettspiel von Jürgen P. K. Grunau
- Just 4 Fun Colours, Brettspiel von Jürgen P. K. Grunau
- Just One, kooperatives Kommunikationsspiel von Ludovic Roudy und Bruno Sautter

## K
- K2 (Spiel), Brettspiel von Adam Kałuża
- Kabufuda, japanisches Kartenspiel
- Kachelproblem, Legepuzzle
- Kahuna, Brettspiel von Günter Cornett
- Kaisern, Kartenspiel
- Kakelorum, österreichisches Brettspiel
- Kakerlakak, Kinderspiel vo Peter-Paul Joopen
- Kakerlaken Duell, Brettspiel von Jacques Zeimet
- Kakerlakenpoker, Karten- und Bluffspiel von Jacques Zeimet
- Kakerlakenpoker Royal, Variante von Kakerlakenpoker
- Kakerlakensalat, schnelles Kartenspiel von Jacques Zeimet
- Kalaha, Mancala-Variante
- Kaleidos, Spiel von Spartaco Albertarelli
- Kameruner Skat, historisches Kartenglücksspiel
- Kamerun-Spiel, historisches Kartenspiel aus der Kolonialzeit aus dem Moritz Ruhl Verlag (1885)
- Kamisado, Brettspiel von Peter Burley
- Kampf der Viren, Strategiespiel
- Kanadische Dame, Damevariante
- Kanagawa (Spiel), Brettspiel von Bruno Cathala und Charles Chevallier
- Kapla, Geschicklichkeits- und Konstruktionsspielzeug
- Karambolage, Billard-Variante
- Karambolage, Geschicklichkeitsspiel von Heinz Meister
- Kardinal & König, ein Brettspiel von Michael Schacht
- Karma-Spiel, altes tibetisches Brettspiel
- Karnöffel, historisches deutsches Kartenspiel
- Kartendomino, Kartenspiel siehe Fan Tan
- Kartenhaus, Bauwerk aus Spielkarten
- Kartenlegen, auch Kartenlegekunst, Wahrsagekunst mit Karten
- Kartenlotterie, Kartenglücksspiel siehe Schlesische Lotterie
- Kartentombola, Kartenglücksspiel siehe Schlesische Lotterie
- Karuba, Legespiel von Rüdiger Dorn
- Karuta, japanisches Kartenspiel
- Kaschlan, Kartenspiel ähnlich wie Durak
- Käsekästchen, Papier- und Bleistiftspiel
- Kashgar, Kartenspiel von Gerhard Hecht
- Kastenlauf, Trinkspiel
- Katarenga, Brettspiel und Schachvariante von David Parlett
- Kategorum, Original Scattergories, Quizspiel aufbauend auf Stadt, Land, Fluss
- Die Kaufleute von Amsterdam, Brettspiel von Reiner Knizia
- Kayanak, Kinderspiel von Peter-Paul Joopen
- Kegelbillard, Billard-Variante
- Kein Stich, Kartenspiel
- Keltis, Brettspiel von Reiner Knizia
- Kendama, Geschicklichkeitsspiel
- Kendo, Strategiespiel
- Kennen Sie Di?, Quiz-Brettspiel von Uwe Rosenberg
- Kerala: Der Weg der Elefanten, Legespiel von Kirsten Hiese
- Kettenbrechen, altes Kinderspiel
- Kettenwetten, siehe Ausbrecher AG
- Key Largo, Brettspiel von Paul Randles, Mike Selinker und Bruno Faidutti
- KeyForge, Sammelkartenspiel von Richard Garfield
- Keythedral, Brettspiel von Richard Breese
- Khet, schachähnliches Strategiespiel mit Laser
- KHG – Korrupte haben Geld, Brettspiel von Klaus Hofegger und Christian Felsenreich
- Kibbel-Kabbel, Geschicklichkeitsspiel
- Killer, Liverollenspiel
- Killer Karnickel, humoristisches Kartenspiel von Jeffrey Neil Bellinger
- Kim-Spiel, Gedächtnis- und Sinnesorganenspiel
- Die Kinder von Carcassonne, Legespiel von Klaus-Jürgen Wrede, Carcassone-Ableger
- Die Kinder von Catan, Brettspiel von Klaus Teuber
- Kindred of the East, Pen-&-Paper-Rollenspiel
- King, Kartenspiel
- King Arthur, Elektronik-Brettspiel von Reiner Knizia
- King of New York, Brettspiel von Richard Garfield
- King of Tokyo, Brettspiel von Richard Garfield
- Kingdom Builder, Brettspiel von Donald X. Vaccarino
- Kingdomino, Legespiel von Bruno Cathala
- Kingsburg, Brettspiel von Andrea Chiarvesio und Luca Iennaco
- Kings & Things, Fantasy-Brettspiel von Tom Wham, Doug Kaufman und Robert J. Kuntz
- Kistenstapeln, Geschicklichkeitsspiel
- Klack-Pirat, Geschicklichkeitsspiel und -spielzeug
- Klammern, Kartenspiel, Variante von Jass
- Klappbrett, Würfelspiel, siehe Shut the Box
- Klask, Geschicklichkeitsspiel von Mikkel Bertelsen
- Kleiderkette, Partyspiel
- Das kleine Gespenst, Brettspiel für Kinder von Kai Haferkamp
- Die kleinen Drachenritter, Kinderspiel von Marco Teubner
- Die kleinen Zauberlehrlinge, Kinderspiel von Thomas Daum und Violetta Leitner
- Klick-Klack-Kugeln, Geschicklichkeitsspiel und -spielzeug
- Klondike, Brettspiel von Stefanie Rohner und Christian Wolf
- Klondike, Patience
- Klotstockspringen, Geländespiel
- Knie, Ohr, Nase, Geschicklichkeitsspiel
- Kniffel, Würfelspiel
- Knipsen, einfaches Würfelspiel mit einem Würfel
- Knobeln, Würfelspiel siehe Paschen
- Knochenspiele, Gruppe von Geschicklichkeitsspielen mit Knochen
- Knöcheln, Würfelspiel siehe Paschen
- Knockeln, Würfelspiel siehe Paschen
- Knopfknipsen, Gesellschaftsspiel
- Knopfmühle, Gesellschaftsspiel
- Knopfspiele mit mehreren Knöpfen
- Die Knuffies, Geschicklichkeitsspiel von Wolfgang Warsch
- Koalitionsschach, Schachvariante
- De Kolonisten van de Lage Landen, niederländische Catan-Version von Klaus TeuberKlaus Hofegger und Christian Felsenreich
- Kombinierte Filzlaus, Würfelspiel
- Kommando Pimperle, Kinderspiel
- Kōnane, hawaiisches Strategie-Brettspiel
- König, Kartenspiel
- Der König der Diebe, Kartenspiel von Michael Schacht und Bruno Faidutti
- Königliches Spiel von Ur, historisches sumerisches Brettspiel
- Königrufen, Kartenspiel, Tarockvariante
- Königszabel, altes Zweipersonenbrettspiel aus Skandinavien
- Können Schweine fliegen?, Kinder-Lernspiel von Sonja Häßler
- Kontor, Karten-Legespiel von Michael Schacht
- Koosh Ball, Spielzeugball, der aus einzelnen Gummifäden besteht
- Kontrakt-Bridge, Kartenspiel, Hauptvariante von Bridge
- Kotra, isländische Backgammonvariante
- Kottabos, altes Trinkspiel
- Kop, Kartenspiel in Polen
- Korsar, Original Pirat, Kartenspiel von Reiner Knizia
- Kraken-Alarm, Kinderspiel von Oliver Igelhaut
- Krass Kariert, Kartenspiel von Katja Stremmel
- Krasse Kacke, Karten- und Reaktionsspiel von Jonathan Favre-Godal
- Krazy Wordz, Buchstaben- und Legespiel von Thomas Odenhoven, Dirk Baumann und Matthias Schmitt
- Kreml, satirisches Brettspiel von Urs Hostettler
- Kreuzworträtsel, Buchstabenrätsel
- Kribbeln, Würfelspiel von Thomas Sing
- Kriegen, Geländespiel, siehe Fangen
- Kriegspiel, historische Schachvariante
- Krocket, Geschicklichkeitsspiel mit Kugeln und Toren, siehe Croquet
- Krolf, dänisches Geschicklichkeitsspiel mit Anteilen von Krocket und Golf
- Kroko Doc, Kinderspiel
- Krone und Anker, Würfelspiel, siehe Chuck a Luck
- Kubb, skandinavisches Wurfspiel
- Kugellabyrinth, Geschicklichkeitsspiel und -spielzeug
- Kuhhandel, Kartenspiel von Rüdiger Klotze
- Kuhnpoker, Pokervariante
- Kuhschwanz, einfaches Würfelspiel mit einem Würfel
- Kuku, polnisches Kartenspiel
- Kulami, Strategiespiel von Andreas Kuhnekath
- Kullerhexe, Kinderspiel von Marco Teubner
- Kult, Rollenspiel
- Kümmelblättchen, Betrugsspiel
- Kurierspiel bzw. Kurierschach, historische Schachvariante
- Kutscherskat, Zweipersonenkartenspiel, siehe Offiziersskat
- Kyklades, Brettspiel von Bruno Cathala und Ludovic Maublanc

## L
- L-Spiel, Zweipersonenbrettspiel von Edward de Bono
- La-Trel, strategisches Brettspiel von Richard K. Morgan
- Labyrinth: The War on Terror, 2001 – ?, Brettspiel von Volko Ruhnke
- Das Labyrinth der Meister, Brettspiel von Max Kobbert
- Das Labyrinth der Ringe, Brettspiel von Max Kobbert
- Laguna, Brettspiel von Bernhard Weber
- Lakota, Geschicklichkeitsspiel von Philippe Proux
- Lama, eigentlich L.A.M.A., Kartenspiel von Reiner Knizia
- Lama Dice, Würfelspiel von Reiner Knizia
- Lamlameta, Mancala-Variante aus Zentraläthiopien
- Land abnehmen, historisches Kinderspiel mit Messerwürfen
- Land unter, Kartenspiel von Stefan Dorra
- The Landlord’s Game, Brettspiel von Elizabeth Magie und Vorläufer von Monopoly
- Landsknecht, historisches Kartenglücksspiel
- Langsamer Peter, einfaches Würfelspiel mit einem Würfel
- Lansquenet, Kartenglücksspiel, siehe Landsknecht
- Las Vegas, Würfelspiel von Rüdiger Dorn
- Lascaux, Kartenspiel von Dominique Ehrhard und Michel Lalet
- Laska, Zweipersonenbrettspiel von Emanuel Lasker
- Laskersche Mühle, Mühle-Variante
- Latinern, Kartenspiel
- Latrunculi, historisches römisches Brettspiel
- Läuse würfeln (Häuser würfeln, Hausbauen), einfaches Brettspiel mit einem Würfel
- Le Havre, Brettspiel von Uwe Rosenberg
- LEADERS: The Combined Strategy Game, app-unterstütztes strategisches Brettspiel
- Leben und Tod, Kinderkartenspiel siehe Bataille royale
- Legend of the Five Rings, Rollenspiel und Sammelkartenspiel
- Die Legende des Sagor, Fantasy-Brettspiel von Ian Livingstone
- Die Legenden von Andor, Brettspiel von Michael Menzel
- Die Legenden von Andor – Chada & Thorn, Kartenspiel von Gerhard Hecht
- Leinen Los!, Kinderspiel von Alex Randolph
- Leitergolf, Wurf- und Geschicklichkeitsspiel
- Leiterspiel, Brettspiel
- Lemminge – Wer springt zuerst?, Brettspiel von Sebastian Bleasdale
- Let It Ride, Kartenglücksspiel, siehe Easy Poker
- Letra-Mix, Buchstaben-Legespiel
- Letzter, Kartenspiel
- Leo muss zum Friseur, kooperatives Kinderspiel von Leo Colovini.
- Leutula, siehe Mistigri
- Lexikonspiel, Quizspiel
- L’Hombre, historisches Kartenspiel
- Liar Dice, Würfelspiel
- Lifestyle, Brettspiel von Christian Raffeiner und Helmut Walch
- Ligretto, schnelles Kartenspiel
- Lindor, Kartenspiel, siehe Nain Jaune
- Lines of Action (LOA), Brettspiel der Rubrik abstraktes Strategiespiel für zwei Spieler
- Lingua, Brettspiel von Simon Braude
- Linie 1, Brettspiel von Stefan Dorra
- Little Town, Brettspiel von Shun Taguchi und Aya Taguchi
- Liubo bzw. Liupo, antikes chinesisches Brettspiel
- Living Forest, Brettspiel von Aske Christiansen
- Lobo 77, Kartenspiel von Thomas Pauli
- LodlanD, Rollenspiel
- Logo, Logikspiel von Eric W. Solomon
- Logogriph, Worträtsel
- Lomber, Kartenspiel, siehe L’Hombre
- Looping Louie, Kinderspiel von Carol Wiseley u. a.
- Lords of Waterdeep, Strategie-Brettspiel von Peter Lee und Rodney Thompson
- Lorum, Kartenspiel
- Lost Cities, Kartenspiel von Reiner Knizia
- Lotería, mexikanisches Glücksspiel
- Lotti Karotti, Kinderspiel
- Lotto, Glücksspiel
- Lotto (Gesellschaftsspiel)
- Louis XIV, Brettspiel von Rüdiger Dorn
- Love Letter, Kartenspiel von Seiji Kanai
- Lovecraft Letter, Kartenspiel von Seiji Kanai, aufbauend auf Love Letter
- Löwenherz, Brettspiel von Klaus Teuber
- Ludix, Würfelspiel mit römischen Ziffern
- Ludo, englische Pachisi-Variante
- Ludus Duodecim Scriptorum, römischer Vorläufer von Backgammon
- Lügenmax, Würfeltrinkspiel, siehe Mäxchen
- Lukas bzw. Hau den Lukas, Kraft- und Geschicklichkeitsspiel
- Lupfen, Kartenspiel aus Österreich
- Lustige Sieben, Würfelspiel mit zwei Würfeln
- Luther: Das Spiel, Brettspiel von Martin und Erika Schlegel
- Luuth, Mancala-Variante aus dem Südsudan und Äthiopien
- Luxor, Brettspiel von Rüdiger Dorn
- Luzhanqi, chinesisches Brettspiel

## M
- Macao, Kartenglücksspiel
- Machi Koro, Kartenspiel von Masao Suganuma
- Machi Koro Legacy, Legacy-Kartenspiel von Masao Suganuma
- Macho Women With Guns, Rollenspiel von Greg Porter
- Mad Libs, Lückentextspiel von Leonard B. Stern und Roger Price
- MAD-Kartenspiel, Kartenspiel, Mau-Mau-Variante
- MAD-Spiel, skurriles Brettspiel
- Madagascar Catan Junior, Brettspiel von Klaus Teuber
- Maestro, taktisches Legespiel von Rudi Hoffmann
- Maestro Leonardo, Brettspiel von dem Autorenquartett Acchittocca
- Mafia, Partyspiel
- Mage: The Ascension, Rollenspiel
- Magic Maze, kooperatives Echtzeit-Brettspiel, in der die Spieler ein Kaufhaus erkunden und Gegenstände stehlen müssen
- Magic: The Gathering, Sammelkartenspiel von Richard Garfield
- Das magische Labyrinth, Kinder- und Familienspiel von Dirk Baumann
- Die magischen Schlüssel, Kinderspiel von Arno Steinwender und Markus Slawitscheck
- Mah-Jongg, a) altes chinesisches Spiel, b) Patience
- Majesty, Kartenspiel von Marc André
- Makao (Macao, Böse 9), einfaches Würfelspiel mit einem Würfel
- Make 24, mathematisches Solitärspiel (Rechenrätsel)
- Make ’n’ Break, Geschicklichkeitsspiel von Jack Lawson und Andrew Lawson
- Makruk, thailändische Schachvariante
- Malefiz, Brettspiel von Werner Schöppner
- Malmsturm, Pen-&-Paper-Rollenspiel
- Mancala, afrikanische Bohnenspiele
- Manhattan, Brettspiel von Andreas Seyfarth
- Manille, Kartenspiel
- Manitou, Kartenspiel von Günter Burkhardt
- Mankomania, Brettspiel von Dan Glimne
- Mantis, Karten-Ablagespiel von Ken Gruhl und Jeremy Posner
- Mao, Kartenspiel
- Märchenschach, Schachvariante
- Mariage, Kartenspiel siehe Sechsundsechzig
- Mariechen von hinten (Mariechen rückwärts), einfaches Würfelspiel mit einem Würfel
- Mariechen von vorn (Mariechen vorwärts, Die gute Reihe), einfaches Würfelspiel mit einem Würfel
- Marienbad, Streichholzspiel eine Variante des Nim-Spiels
- Marjapussi, finnisches Kartenspiel
- Der Markt von Alturien, Brettspiel von Wolfgang Kramer
- Maskenball der Käfer, kooperatives Brettspiel von Peter-Paul Joopen
- Mastermind, Logikspiel von Marco Meirovitz
- Mastermorphix, Würfelpuzzle
- Match Attax, Sammelkartenspiel
- Matrix-Wargame, Konflikt- bzw. Kriegssimulation
- Matt, klassisches Kartenspiel
- Matzlfangen, historisches Stichspiel
- Mau-Mau, Kartenspiel
- Mauerbauer, Brettspiel von Leo Colovini
- Die Maulwurf-Company, Brettspiel von Virginia Charves und Bertram Kaes
- Maus au Chocolat, Kartenspiel von Christian Fiore und Knut Happel
- Mauscheln, Kartenglücksspiel
- Mäuschen, piep einmal, Kinder- und Partyspiel
- Mauseschlau & Bärenstark, Kinderspiel von Ingeborg Ahrenkiel und Cornelia Keller
- Maus und Mystik, Dungeon Crawler von Jerry Hawthorne
- Max Mäuseschreck, Kinderspiel von Seven Towers Ltd.
- Mäxchen, Würfeltrinkspiel
- Medici, Brettspiel von Reiner Knizia
- Megatrumpf, Kartenspiel
- Mehlschneiden, Kinderspiel
- Meiern, Würfeltrinkspiel, siehe Mäxchen
- Mein rechter, rechter Platz, Kinder- und Kennenlernspiel
- Mein Traumhaus, Brett- und Kartenspiel von Klemens Kalicki
- Meine Tante, deine Tante, Kartenglücksspiel, siehe Stoß
- Meister der Magie, Fantasyrollenspiel
- Memoarrr!, Gedächtniskartenspiel von Carlo Bartolini
- Memory, Gedächtniskartenspiel von William Hurter
- Men at Work, Geschicklichkeitsspiel von Rita Modl
- Menara, Geschicklichkeitsspiel von Oliver Richtberg
- Menko, Kartenspiel aus Japan
- Mensch ärgere Dich nicht, klassisches Brettspiel von Josef Friedrich Schmidt
- Menschenkicker, Fußballspiel ähnlich wie Tischkicker
- MERS oder MERP, Mittelerde-Rollenspiel
- Merv, Brettspiel von Fabio Lopiano
- Meschugge, Karten-Würfel-Spiel
- Mesopotamien, Brettspiel von Klaus-Jürgen Wrede
- Messerln, Geschicklichkeitsspiel mit einem Messer
- Metro, Brettspiel von Dirk Henn
- Metropolis, Brettspiel von Sid Sackson
- Meuterer, Kartenspiel von Marcel-André Casasola Merkle
- Metzger, Kartenspiel, siehe Schlafmütze
- Mexica, Brettspiel von Wolfgang Kramer und Michael Kiesling
- MicroMacro: Crime City, kooperatives Suchspiel von Johannes Sich
- Microworld, strategisches Brettspiel von Martino Chiacchiera
- Middle-earth Collectible Card Game, Sammelkartenspiel zur Fantasywelt von J. R. R. Tolkien
- Middle-Earth Strategie-Spiel, Tabletop-Spiel von Games Workshop
- Midgard, Fantasy-Rollenspiel
- Mikado, altes Geschicklichkeitsspiel mit Holzstäbchen
- Minchiate, altes italienisches Kartenspiel
- The Mind, kooperatives Kartenspiel von Wolfgang Warsch
- Mindbug, Karten-Duellspiel von Spieleautoren Skaff Elias, Richard Garfield, Marvin Hegen und Christian Kudahl
- Minecraft – Builders & Biomes, Brettspiel von Ulrich Blum
- Mini Dice, Würfelspiel
- Minischach, Schachvariante
- Minoru, Glücksspiel, das ein Pferderennen simuliert
- Mir kann keiner!, Pachisi-Variante und Ableger von Mensch ärgere dich nicht
- Mischwald, strategisches Kartenspiel von Kosch
- Mississippi, Brettspiel von Roland Siegers
- Mississippi Queen, Brettspiel von Werner Hodel
- Mister X – Flucht durch Europa, kooperatives Brettspiel von Gabriele Mari
- Mister Zero, Brettspiel von Wilfried Bauer und Rudolf Schweiker
- Mistigri, Kartenglücks- und -stichspiel
- Mitternachtsparty, Brettspiel von Wolfgang Kramer
- Mmm!, kooperatives Familien- und Kinderspiel von Reiner Knizia
- Modern Art, Brettspiel von Reiner Knizia
- Moeraki Kemu, Brettspiel (Taktik) von Stefan Kiehl
- Mogel Motte, Kartenspiel für Kinder
- Moksha Patamu, Indischer Vorläufer zum Leiterspiel
- Mole Rats in Space (Space Escape), kooperatives Brettspiel von Matt Leacock
- Mölkky, finnisches Geschicklichkeitsspiel
- Mombasa, Brettspiel von Alexander Pfister
- Mönch, siehe Mistigri
- Mondagor, Rollenspiel
- Mondo, Legespiel von Michael Schacht
- Mongolisches Schach, Schachvariante
- Monopoly, Brettspiel von Charles Darrow
- Monopoly Deal, Kartenspiel aufbauend auf Monopoly
- Monopoly Gamer, Monopoly-Variante mit Nintendo-Charakteren
- Monopoly Junior, Kinderspiel-Variante von Monopoly
- Monster Collection, Sammelkartenspiel
- Monster in My Pocket, Sammelkartenspiel
- Monster Match, Kartenspiel von Ken Gruhl und Quentin Weir
- Monster-Bande, Kinderspiel von Florian Biege
- Monster-Pups, Kinder- und Brettspiel von Klaus Kreowski
- Monsterfalle, Kinderspiel von Inka und Markus Brand
- Monte Bank, Kartenglücksspiel
- Monte Rolla, Brettspiel von Ulrike Gattermayer-Kapp und Manfred Kapp
- Mord im Dunkeln, Kinderspiel
- Morra, alte Variante von Schere, Stein, Papier
- Mortheim, Tabletop-Spiel von Games-Workshop
- Moruba, afrikanische Mancala-Variante
- Mouche, siehe Mistigri
- Mr. Jack, Brettspiel von Bruno Cathala und Ludovic Maublanc
- Mü & mehr, Sammlung von Kartenspielen von Doris Matthäus und Frank Nestel
- Mū Tōrere, strategisches Brettspiel der neuseeländischen Maori
- Mucken, Kartenspiel
- Müde – matt – marode Ballspiel
- Mühle, altes Zweipersonenbrettspiel
- Mulatschak, Kartenspiel
- Müller & Sohn, Brettspiel von Reinhold Wittig
- Müller Matz, Kartenspiel
- Multicolore, französisches Glücksspiel
- Mummy: The Resurrection, Pen-&-Paper-Rollenspiel
- Munchkin, satirisches Kartenspiel von Steve Jackson
- Murmelspiel, Kinderspiel
- Mus, spanisches Kartenspiel
- Mutabo, Kommunikations- und Papier-und-Bleistift-Spiel von Kathi Kappler und Johann Rüttinger
- Mutants & Masterminds, Rollenspiel
- Mutter, Mutter, wie weit darf ich gehen?, Kinderspiel
- My City, Legacy-Brettspiel von Reiner Knizia
- My City: Roll & Write, Würfelspiel von Reiner Knizia
- My Ship Sails, Kartenspiel für Kinder
- Myachi, Wurfspiel
- Myriorama, Legepuzzle
- Der Mysteriöse Wald, kooperatives Kartenspiel von Carlo A. Rossi
- Mysterium, kooperatives Deduktionsspiel
- Mysterium Kids, kooperatives Kinder- und Assoziationsspiel von Antonin Boccara und Yves Hirschfeld
- Mythos Tales, kooperatives Deduktionsspiel von Hal Eccles

## N
- Nacht der Magier, Brettspiel von Kirsten Becker und Jens-Peter Schliemann
- Nackter Spatz (Spatz, Gefiederter Spatz), einfaches Würfelspiel mit einem Würfel
- Nagelbalken, Geschicklichkeitsspiel
- Nain Jaune, Kartenspiel
- Namenraten, Gesellschaftsspiel
- Napoleon, historisches Kartenspiel
- NASA-Weltraumspiel, Plan- und Rollenspiel
- Naschi Waschi, Kartenglücksspiel, siehe Stoß
- Nauticus, Brettspiel von Wolfgang Kramer und Michael Kiesling
- Navia Dratp, moderne Schachvariante mit Fantasy-Elementen
- Necromunda, Tabletop-Spiel von Games-Workshop
- Neoclassical Chess, Schachvariante
- Neocube, Geduldsspiel
- Neolithibum, Geschicklichkeitsspiel von Harald Bilz und Peter Gudbrod
- Nessos, Kartenspiel von Takaaki Sayama und Toshiki Arao
- Neunermühle, Variante von Mühle
- Neunkart, norddeutsches Kartenspiel
- Neunzehnerrufen, Kartenspiel aus der Tarock-Familie
- Die neuen Entdecker, Brettspiel von Klaus Teuber
- Neues Briefmarken-Spiel, historisches Brett- und Lottospiel
- New Amici, Brettspiel zum spielerischen Erlernen von Fremdsprachen
- Next Station: London, Spiel von Matthew Dunstan
- Next Station: Paris, Variante von Next Station: London
- Next Station: Tokio, Variante von Next Station: London
- Niagara, Brettspiel von Thomas Liesching
- Nichts als Ärger, Kartenspielerweiterung zu Mensch ärgere Dich nicht von Frank Stark
- Niedrige Hausnummer, Würfelspiel
- Niedriger Türke, Würfelspiel
- Das Nilpferd in der Achterbahn, Brettspiel von Bertram Kaes
- Nim-Spiel, Streichholzspiel
- Nimmgib, Würfelspiel mit Würfelkreisel
- Ninuki Renju, Zweipersonenbrettspiel Katsuyiko Kubomatsu
- Njet, Kartenspiel
- NMBR 9, Legespiel von Peter Wichmann
- Nobilis, Pen-&-Paper-Rollenspiel
- Noch mal!, Würfelspiel von Inka und Markus Brand
- Norderwind, Brettspiel von Klaus Teuber
- Nova Luna, Brettspiel von Uwe Rosenberg und Corné van Moorsel
- Novuss, Geschicklichkeitsspiel aus Lettland
- Numenera, Pen-&-Paper-Rollenspiel
- Nürnberger Dreck, Kartenspiel, Variante von 66
- Nummernspiel, Geländespiel
- Nussschalenspiel, Betrugsspiel, siehe Hütchenspiel
- Nyctophobia, semi-kooperatives und taktiles Labyrinthspiel von Catherine Stippell

## O
- Oasis Stud, Kartenglücksspiel, siehe Tropical Stud
- Obridjie, Mancala-Variante aus Nigeria
- Obstgarten, Brettspiel für Kinder von Anneliese Farkaschovsky
- Ochs am Berg, klassisches Kinderspiel
- Ochse, leg dich, Kartenspiel für Kinder
- Odins Raben, Kartenspiel von Thorsten Gimmler
- Offiziersskat, Zweipersonenkartenspiel
- Ogallala, Legespiel von Rudi Hoffmann
- Ohanami, Kartenspiel von Steffen Benndorf
- Ohne Furcht und Adel, Kartenspiel von Bruno Faidutti
- Okey, türkisches Legespiel aus der Rommé-Familie
- Okiya, Kartenlegespiel von Bruno Cathala
- Ökolopoly, Brettspiel von Frederic Vester
- Omaha Hold’em, Kartenspiel, Poker-Variante
- Oma-Skat, Kartenspiel
- On Top, Brettspiel von Günter Burkhardt
- One Pocket, Billard-Variante
- Onitama, strategisches Brettspiel
- Oraklos, Würfelspiel von Tamara Jannink und Joris Wiersinga
- Ordo, Logikspiel von Eric W. Solomon
- OrgasMe!, Kartenspiel
- Origo, Brettspiel von Wolfgang Kramer
- Orléans, Brettspiel von Reiner Stockhausen
- Othello, Reversi-Variante
- Ouk Chatrang, kambodschanische Schachvariante
- Ouril, Mancala-Variante von den Kapverden
- Outburst!, Familienspiel von Brian Hersch
- Over the Edge, Rollenspiel von Jonathan Tweet
- Oware, eine Mancala-Variante

## P
- Paschen (Passe-dix, Knobeln, Knöcheln, Knockeln oder einfach Würfeln), Würfelspiel
- Pachisi, altes indisches Brettspiel
- Pachuk, Kartenglücksspiel siehe Polnische Bank
- Päckchen wenden, Kartenglücksspiel siehe Häufeln
- Packeis am Pol, Brettspiel von Alvydas Jakeliunas und Günter Cornett
- PacManhattan, analoges Urban Game von Studenten der Tisch School of the Arts an der New York University
- Paco Ŝako („Friedensschach“), Schachvariante
- Paderbörnern, Kartenspiel siehe Sechsundsechzig
- Pah Tum, ein sehr altes Brettspiel aus Mesopotamien.
- Pai Gow, a) chinesisches Spiel mit Dominosteinen, b) Poker-Variante
- Paille-Maille, Ballspiel, Vorläufer des Krocket
- Pairs, Gedächtniskartenspiel
- Pall Mall, Ballspiel, Vorläufer des Krocket, siehe Paille-Maille
- Paku Paku, Geschicklichkeits- und Würfelspiel von Antoine Bauza
- Pamphile, siehe Mistigri
- Pandemie, kooperatives Brettspiel und Spieleserie von Matt Leakey
- Panczok, Kartenglücksspiel siehe Mauscheln
- Pandur, Kartenspiel
- Panic Mansion, Kinder- und Geschicklichkeitsspiel von Asger Sams Granerud und Daniel Skjold Pedersent
- Panic Tower!, Kinderspiel von Andrew und Jack Lawson
- Pank-A-Squith, historisches Brettspiel
- Panko, historisches Kartenspiel
- Panzerschlacht (1935), Damevariante
- Panzerschlacht (1975), Strategiespiel für zwei Personen
- Panzerschlacht (Kinderspiel), historisches Kinderspiel
- Der Palast von Alhambra, Brettspiel von Dirk Henn
- Papst und Nachbar, einfaches Würfelspiel mit einem Würfel
- Panguingue, historisches Karten-Glücksspiel
- Parcheesi, Pachisi-Abkömmling
- Parchís, spanischer Pachisi-Abkömmling
- Parks, Brettspiel von Henry Audubon
- Parolenrätsel, Sprachrätsel
- Party Bugs, Kartenspiel von Martino Chiacchiera
- Passe-dix, Würfelspiel siehe Paschen
- Passt nicht!, Kartenspiel von Thomas Weber
- Pasur, persisches Kartenspiel
- Paschen, Würfelspiel
- Patchesi, Pachisi-Variante
- Patchwork, Brettspiel von Uwe Rosenberg
- PaterNoster, Kartenspiel von Uli Geißler
- Patience, Kartenspiel für Einzelspieler
- Patolli, aztekisches Brettspiel
- Paradiesspiel, Kinderspiel, siehe Hickelkasten
- Paranoia, satirisches Rollenspiel
- Parcheesi, amerikanische Pachisi-Variante
- Parchís, spanische Pachisi-Variante
- Parks, Brettspiel von Henry Audubon
- Pasur, persisches Kartenspiel
- Patchesi, englische Pachisi-Variante
- Pathfinder, Pen-&-Paper-Rollenspiel,
- Patience, Gruppe von Kartenspielen, meist für eine Person
- Pecunia non olet, Kartenspiel von Christian Fiore und Knut Happel
- Peitschenkreisel, historisches Kreiselspiel
- Pentago, Zweipersonenbrettspiel von Michael Flodén
- Pentalath, abstraktes Zweipersonenbrettspiel von Cameron Browne
- Pente, Gobang-Variante
- Pentelitha, historisches griechisch-römischen Geschicklichkeitsspiel
- Pentomino, Geduldsspiel mit Plättchen
- Perlaggen, Kartenspiel aus Österreich und Südtirol
- Personality Identification Playing Cards, Kartenblatt mit egsuchten Terroristen zur Besetzung des Irak
- Pétanque, Geschicklichkeitsspiel, Boule-Variante
- Petits chevaux, mechanisches Pferderennspiel, Vorläufer des Boule
- Petits chevaux, in Frankreich populäre Variante von Mensch ärgere Dich nicht
- Pfänderspiel, Gruppe von Spielen, bei denen ein Pfand abzugeben ist
- Pfitschigogerl, Tischfußballspiel mit Münzen
- Pharo, historisches Kartenglücksspiel, vielfach literarisch erwähnt
- Phase 10, Kartenspiel von Kenneth Johnson
- Phase 10 - Das Brettspiel., Brettspiel
- Phase 10 - Würfel, Würfelspiel
- Photosynthese, Brettspiel von Hjalmar Hach
- Phutball, abstraktes, Fußball-ähnliches Spiel
- Picken, Wurfspiel
- Pictures, Ratespiel von Christian und Daniela Stöhr
- Pielkentafel, historisches Unterhaltungsspiel
- Pig, einfaches Würfelspiel mit einem Würfel
- Pimpern, Geschicklichkeitsspiel mit Münzen, siehe Fuchsen
- Pin the tail on the donkey, Geschicklichkeitsspiel
- Pinball, Geschicklichkeitsspiel (Unterhaltungsgerät), siehe Flipperautomat
- Pinning, auch Englisch Fußball, Geschicklichkeits- und Schnippspiel
- Pingeln oder Pinschern, Geschicklichkeitsspiel mit Münzen, siehe Fuchsen
- Pingvinas, Brettspiel von Alvydas Jakeliunas und Günter Cornett, siehe Packeis am Pol
- Pinneken kloppen, ein altes Straßenspiel aus Naturmaterialien
- Pioneers, Brettspiel von Emanuele Ornella
- Piquet, historisches Kartenspiel
- Piranha Pedro, Brettspiel von Jens Peter Schliemann
- Pirat, auch Korsar, Kartenspiel von Reiner Knizia
- Piratenbucht, Brettspiel von Paul Randles und Daniel Stahl
- Piraten kapern, Würfelspiel von Haim Shafir
- Piratenspiel, Fangspiel
- Pirates of the Spanish Main, Sammelkarten- und Tabletop-Spiel
- Piratissimo, Brettspiel von Manfred Ludwig
- Pişti, türkisches Kartenspiel
- Pit-Pat, Geschicklichkeitsspiel, Hybrid aus Billard und Minigolf
- Planescape, Rollenspielwelt von Dungeons & Dragons
- Planet, Legespiel von Urtis Šulinskas
- Planetenspiel, historisches Kartenglücksspiel
- Planungspoker, Model-Planungsspiel
- Platzbahnkegeln, Sonderform des Kegelns
- Ploy, Brettspiel von Frank Thibault
- Plumpsack, altes Lauf- und Fangspiel
- Plüsch, Power & Plunder, Rollenspiel
- Poch, altes Kartenspiel
- Pog, Spiel mit Pogs oder Caps
- Poi, Geschicklichkeitsspiel und Jonglage
- Poison, Kartenspiel von Reiner Knizia
- Pokémon, Sammelkartenspiel
- Poker, Kartenspiel
- Poker Dice, Würfelspiel
- Pokéthulhu, Rollenspiel
- Polarity, Brettspiel mit magnetischen Spielsteinen
- Polis: Machtkampf um die Vorherrschaft, Brett- und Strategiespiel von Fran Diaz
- POL&IS, Staatssimulationsspiel von Wolfgang Leidhold
- Polnische Bank, Kartenglücksspiel
- Polnische Dame, Damevariante
- Ponte del Diavolo, strategisches Brettspiel von Martin Ebel
- Pontoon, Kartenglücksspiel, siehe Siebzehn und Vier
- The Pool, Rollenspiel
- Poolbillard, Billard-Variante
- Poque, Kartenspiel, siehe Poch
- Portobello Market, Brettspiel von Thomas Oldenhoven
- Power Snooker, Billard-Variante
- Preckel, ein Kreiselspiel
- Préférence, Kartenspiel
- Privacy, Brettspiel von Reinhard Staupe
- provopoli, Brettspiel und Verballhornung von Monopoly
- Pueblo, Brett- und Stapelspiel von Michael Kiesling und Wolfgang Kramer
- Puerto Rico, Brettspiel von Andreas Seyfarth
- Puff, mittelalterliches Würfelbrettspiel
- Pultstockspringen, Sportspiel, Stabweitsprung über Wasserläufe
- Pünct, Zweipersonenbrettspiel von Kris Burm
- Pünktchen und Anton, Kinderspiel nach dem gleichnamigen Roman
- Punktesalat, Kartenspiel von Molly Johnson, Robert Melvin und Shawn Stankewich
- Punto Banco, Kartenglücksspiel, eine Variante des Baccara
- Push, Brettspiel
- Pushpin, englisches Kinderspiel zwischen 16. und 18. Jahrhundert
- Puzzle, Geduldsspiel
- Puzzleball, dreidimensionales Puzzlespiel

## Q
- Quacksalber von Quedlinburg, Die, Brettspiel von Wolfgang Warsch
- Das Quadrat, Kartenpatience
- Quadräteln, eine Art Würfelspiel bei Buchdruckern
- Quadrille, Kartenspiel
- Quantenschach, Schachvariante
- Quarriors!, Dice-Building-Spiel von Eric M. Lang und Mike Elliot
- Quartett, Kartenspiel
- Quarto!, Zweipersonenbrettspiel
- Qubic, Vier gewinnt in 3D
- Queendomino, Legespiel von Bruno Cathala
- Querdenker (Original: 20 Questions), Wissensspiel
- Quinquenove, Würfelspiel
- Quinto, Knobelspiel
- Quiz, Fragespiel
- Quodlibet, Kartenspiel
- Quoridor, Brettspiel
- Qwinto, Würfelspiel von Uwe Rapp und Bernhard Lach
- Qwinto: Das Kartenspiel, Kartenspiel
- Qwirkle, Legespiel
- Qwixx, Würfelspiel von Steffen Benndorf

## R
- Raben stapeln, Geschicklichkeitsspiel für Kinder
- Rabouge, historisches Kartenspiel
- Race for the Galaxy, Kartenspiel von Tom Lehmann
- Racetrack, Papier-und-Bleistift-Spiel
- Rage, Kartenspiel
- Raids, Brettspiel von Matthew Dunstan und Brett J. Gilbert
- Railroad Ink, Roll-and-Write-Spiel von Lorenzo Silva und Hjalmar Hach
- Railroad Tycoon, Brett- und Strategiespiel von Martin Wallace und Glenn Drover
- Rajas of the Ganges, Worker-Placement-Spiel von Inka und Markus Brandt
- Rakado, Brettspiel auf dem Halmabrett
- Ramsch Kartenspiel, Skatvariante
- Rapa Nui, Kartenspiel von Klaus-Jürgen Wrede
- Rasende Roboter, Brettspiel von Alex Randolph
- Räuber der Nordsee, Brettspiel von Shem Phillips
- Räuberschach, Schachvariante
- Räuberskat, Zweipersonenkartenspiel, siehe Offiziersskat
- Raubritter, Legespiel von Rüdiger Dorn
- Raumflotte Gothic, Tabletop-Spiel von Games Workshop
- Raupe, akrobatisches Partnerspiel
- Rautenschach wird auf einem normalen Schachbrett „über Eck“ gespielt
- Ravenloft, Rollenspielwelt von Dungeons & Dragons
- Razz, Pokervariante
- Razzia!, Kartenspiel
- Rechnen, einfaches Würfelspiel mit einem Würfel
- Red Dog, Kartenglücksspiel
- Reflexion, Legespiel
- Reichstags-Rommé, historisches Kartenspiel
- Reise nach Jerusalem, Geschicklichkeitsspiel
- Reisespiel, generelle Bezeichnung für Mitnahmespiele
- Rengo, Govariante für vier Personen
- Renju, japanische Variante von Fünf in einer Reihe
- Rette sich wer kann, Brettspiel von Ronald Wettering
- Republic of Rome, strategisches Brettspiel von Richard Berthold und Robert Haines
- Reversi, Zweipersonenbrettspiel
- Rhino Hero Super Battle, Kinderspiel
- Rhönrad, akrobatisches Partnerspiel
- Richard Ritterschlag, Kinderspiel von Johannes Zirm
- Riftforce, Kartenspiel von Carlo Bortolini
- RiftRoamers, Rollenspiel
- Rifts, Pen-&-Paper-Rollenspiel
- Ringel Rangel, Kinder- und Geschicklichkeitsspiel von Geni Wyss
- Ringgeister, Brettspiel von Jo Hartwig
- Ringing the Bull, Geschicklichkeitsspiel
- RinglDing, Geschicklichkeitsspiel von Haim Shafir
- Rippeltippel, Partyspiel, s. Funkerspiel
- Risiko, Brettspiel von Albert Lamorisse
- Risus, Rollenspielsystem von S. John Ross
- Die Ritter von der Haselnuß, Kinderbrettspiel von Klaus Teuber
- Roads & Boats, Brettspiel von Jeroen Doumen und Joris Wiersinga
- Robinson Crusoe, Brettspiel von Ignacy Trzewiczek
- Robo Rally, Brettspiel von Richard Garfield
- Rolemaster, Rollenspielsystem
- Rolling America, Würfelspiel von Hisashi Hayashi
- Rolling Japan, Würfelspiel von Hisashi Hayashi
- Rolling World, Würfelspiel von Hisashi Hayashi
- Römisch Pokern, Würfelspiel von David Parlett und Johannes Krenner
- Römischer Streitwagen (Spiel), Kooperationsspiel & Bewegungsspiel
- Rommé, Familie von Kartenspielen
- Rosbiratschka, Stich-Kartenspiel
- Rosenkönig, strategisches Brettspiel von Dirk Henn
- Rot und Schwarz, Kartenpatience
- Rotation, Billard-Variante
- Rouge et noir, Kartenglücksspiel
- Roulette, Glücksspiel
- Royal Hold’em, Pokervariante
- Royal-Tarock, Wettkampfvariante des ungarischen Tarocks
- Rubberbridge, Bridge-Variante
- Rubiks Mühle, 3x3-Mühlespiel auf Rubiks Würfel
- Rubiks Würfel, mechanisches Geduldsspiel von Ernő Rubik
- Ruf des Warlock, Fantasyrollenspiel
- Rummikub, Rommévariante mit Zahlenplättchen
- Rumis, auch Blokus 3D, Brettspiel von Stefan Kögl
- Rummy, Kartenspiel, siehe Rommé
- RuneQuest, Fantasy-Rollenspiel
- Russian Railroads, Brettspiel von Helmut Ohley und Leonhard Orgler
- Russische Bank, Kartenspiel, siehe Zank-Patience
- Russische Dame, Damevariante
- Russisches Billard, Billard-Variante
- Russisches Festungsschach, für zwei Teams zu je zwei Spielern
- Russisches Schnapsen, Kartenspiel, Variante von 66
- Rüsselbande, Kinderspiel von Alex Randolph

## S
- S.O.S. Affenalarm, Kinder- und Geschicklichkeitsspiel
- Saboteur, Kartenspiel von Frederic Moyersoen
- Sachsenkniffel, Würfelspiel
- Sackhüpfen, Wettlaufspiel
- Sag nix über Pulok, Legespiel
- Saga-System, universelles Pen-&-Paper-Rollenspielsystem
- Sagaland, Brettspiel von Michel Matschoss und Alex Randolph
- Sagani, Legespiel von Uwe Rosenberg
- Sagrada, Legespiel von Adrian Adamescu und Daryl Andrews
- Salamanca, Brettspiel von Stefan Dorra
- Salta, Zweipersonenbrettspiel von Konrad Büttgenbach
- Samana - Begegnung, die verändert!, Brettspiel der Schülerfirma Global Players S-GbR
- Samba-Canasta, Kartenspiel
- Samsara, strategisches Brettspiel von Thomas Weber
- Samurai Swords, strategisches Kriegsspiel von Michael Gray
- San Juan, Kartenspiel von Andreas Seyfarth
- Sandown, eine rouletteartiges Glücksspiel, bei dem man auf Pferde wettet
- Sankt Petersburg, Kartenspiel von Bernd Brunnhofer
- Santa Cruz, Brettspiel von Marcel-André Casasola Merkle
- Santorini, abstraktes Brettspiel von Gordon Hamilton
- Sauerbaum, kooperatives Brettspiel von Johannes Tranelis
- Die Säulen der Erde, Brettspiel von Michael Rieneck und Stefan Stadler
- Die Säulen der Erde – Duell der Baumeister von Stefan Feld
- Savage Worlds, Rollenspielsystem von Shane Lacy Hensley
- Scala 40, historisches Kartenspiel in Italien
- Scattergories, deutsch Kategorum Quizspiel aufbauend auf Stadt, Land, Fluss
- Schach, altes Zweipersonenbrettspiel
- Schach auf 6×6 Feldern, Schachvarianten
- Schach auf dreieckigen Feldern, Schachvarianten
- Schach dem Schlaukopf, Schachvariante
- Schach mit verschiedenen Armeen, Schachvariante
- Schachdame, Varianten von Schach und Dame
- Schachvariante, mehrere Varianten zu Schach
- Schafkopf, altes Kartenspiel
- Schagai, mongolisches Knochenspiel
- Schangeln, Geschicklichkeitsspiel mit Münzen, siehe Fuchsen
- Schanzeln, Kegelspiel um Geldeinsatz
- Scharade, Pantomimen-Raten
- Scharwenzel, fehmarnsches Kartenspiel
- Schaska, abstraktes Brettspiel von Emil Galli
- Schatrandsch gilt als Zwischenstufe von Chaturanga und dem modernen Schach
- Schatten über Camelot, Brettspiel von Serge Laget und Bruno Cathala
- Schebbeln, Geschicklichkeitsspiel mit Münzen, siehe Fuchsen
- Schatz der Drachen, Memospiel von Reiner Knizia.
- Schätz it if you can, Wissens- und Bluffspiel von Ralf zur Linde
- Schätze, Drachen und Entdecker – Das Szenarienpack für Fans, Erweiterung für Catan
- Schatzsuche, Geländespiel
- Schere, Stein, Papier, weltweit verbreitetes Glücksspiel
- Schieben, einfaches Würfelspiel mit einem Würfel
- Schieberamsch, Kartenspiel, Skatvariante
- Schiffe versenken, Papier-und-Bleistiftspiel
- Schimmel, Würfelspiel, siehe Glocke und Hammer
- Schipka-Pass, Würfelspiel
- Schlag den Raab, Spiel basierend auf der gleichnamigen Fernsehshow
- Schlagdame, Damevariante
- Schlafmütze, Kartenspiel für Kinder
- Schlaraffen Affen, Kinder-Brettspiel von Amanda Birkinshaw und James Harrison
- Schlesische Lotterie, Kartenglücksspiel
- Schleichende Johanna, Kartenspiel, siehe Schwarze Katze
- Schlösser des König Ludwig, Brettspiel von Ted Alspach
- Schluckhansel, Würfelspiel
- Schmetterling, Kartenpatience
- Schnapp die Nuss!, Kinder-Brettspiel von Stefan Kloß und Anna Oppolzer
- Schnapp, Land, Fluss!, Kartenspiel von Haim Shafir
- Schnappt Hubi!, Kinder-Brettspiel von Steffen Bogen
- Schnapsen, Kartenspiel siehe Sechsundsechzig
- Schnellen, Kartenstichspiel
- Schnipp-Schnapp-Schnurr, historisches Kartenstichspiel
- Schnurball, Bewegungsspiel
- Schnitzeljagd, Geländespiel
- Schocken, Würfeltrinkspiel
- Schokoladespiel, Kinderspiel mit Würfel und Schokolade
- Schöne Sch#!?e, Kartenspiel
- Schraumen oder Schraumeln, Kartenspiel
- Schrödingers Katzen, Bluff-Kartenspiel von Heather und Christopher O’Neill und Heather Wilson
- Schulwegspiel, Brettspiel zum Schulwegtraining
- Schummel Hummel, Kartenspiel von Emely und Lukas Brand
- Schummellieschen, Kartenspiel
- Schummelmax, Würfeltrinkspiel, siehe Mäxchen
- Schummellieschen, Kartenspiel
- Der Schwarm, Brettspiel von Wolfgang Kramer und Michael Kiesling (nach dem Roman von Frank Schätzing)
- Das Schwarze Auge, Fantasyrollenspiel von Ulrich Kiesow
- Schwarze Katze, Kartenspiel
- Der schwarze Mann, Fang- und Laufspiel
- Der schwarze Pirat, Brettspiel von Guido Hoffmann
- Schwarzer Freitag, Brettspiel von Friedemann Friese
- Schwarzer Peter, altes Kartenspiel
- Schweinchen, Kartenspiel
- Schweinerei Würfelspiel mit Schweinen
- Schweinsgalopp, Kartenspiel von Heinz Meister
- Schweller, Kartenspiel
- Schwimmen, Kartenspiel
- Scotland Yard, Brettspiel von Werner Schlegel und anderen
- Scopa, italienisches Kartenspiel
- Scout, Kartenspiel von Kei Kajino
- Scrabble, Buchstabenbrettspiel von Alfred Butts
- Scythe, Brett- und Strategiespiel von Jamey Stegmaier
- Secret Hitler, Karten- und Kommunikationsspiel
- Sechser-Domino, historisches Dominospiel, bei dem man auf den Sieger wetten kann
- Sechserspiel, einfaches Würfelspiel mit einem Würfel
- Sechserspiel, einfaches Würfelspiel mit einem Würfel
- Sechsundfünfzig, Kartenspiel
- Sechsundsechzig, Kartenspiel
- Seenot im Rettungsboot, Brettspiel von Ronald Wettering
- Seeräuber, Kartenspiel von Stefan Dorra
- Seikatsu, Brett- und Legespiel von Matt Loomis und Isaac Shalev
- Seilspringen, Geschicklichkeitsspiel
- Senet, altägyptisches Brettspiel
- Senterej ist das äthiopische Schach
- Sequence, Brettspiel von Doug Reuter
- Sequenzschach, Schachvariante
- Set, Kartenspiel von Marsha Falco
- Seti, strategisches Brettspiel für zwei Personen
- Settlers of Zarahemla, Die-Siedler-von-Catan-Variante von Klaus Teuber
- Settrio, Legespiel von Mark Fuchs
- Seven Card Stud, Poker-Variante
- Seven Eleven, Würfelspiel, siehe Craps
- Shadowrun, Rollenspiel
- Shatar, mongolische Schachvariante
- Shax, somalisches Brettspiel ähnlich dem Mühlespiel
- Sheepshead, auch Amerikanischer Schafkopf, amerikanische Form des Schafkopf
- Sheriff of Nottingham, Kartenspiel von Sérgio Halaban und André Zatz
- Sherlock Express, Kartenspiel von Henri Kermarrec
- Sherlock Holmes Criminal-Cabinet, Detektiv-Brettspiel von Anthony Uruburu
- Sherlock Express, Deduktionsspiel von Henri Kermarrec
- Sherlook, Kartenspiel von Silvano Sorrentino
- Sherwood Forest, Brettspiel von Nils Finkemeyer
- Shiftago, strategisches Brettspiel von Frank Warneke und Robert Witter
- Sho, tibetisches Würfelspiel
- Shōgi, das japanische Schach
- Sheepshead, Kartenspiel, amerikanische Variante von Schafkopf
- Sho, tibetanisches Würfelspiel
- Shogun, Konfliktsimulation
- Shogun, Zweipersonenbrettspiel
- Shogun, Brettspiel von Dirk Henn
- Shuffle Chess, Schachvariante
- Shuffleboard, Geschicklichkeitsspiel
- Shut the Box, Würfelspiel
- Sic Bo, Würfel-Glücksspiel
- Siebenschräm, Kartenspiel in der Eifel
- Siebzehn gewinnt, einfaches Würfelspiel mit einem Würfel
- Siebzehn und Vier, Kartenglücksspiel
- Die Siedler von Catan, Brettspiel von Klaus Teuber
- Die Siedler von Catan - Atlantis – Szenarien zum Basisspiel von Klaus Teuber
- Die Siedler von Catan: Aufbruch der Händler, Brettspiel von Klaus Teuber
- Die Siedler von Catan – Das Alte Ägypten, Die-Siedler-von-Catan-Variante von Klaus Teuber
- Die Siedler von Catan – Das Kartenspiel, Kartenspiel von Klaus Teuber
- Die Siedler von Catan – Das schnelle Kartenspiel, Kartenspiel von Klaus Teuber
- Die Siedler von Catan – Einsteigervariante, vereinfachte Die-Siedler-von-Catan-Variante von Klaus Teuber
- Die Siedler von Catan – Kampf um Rom, Brettspiel von Klaus Teuber
- Die Siedler von Kanaan, Die-Siedler-von-Catan-Variante von Klaus Teuber
- Die Siedler von Nürnberg, Brettspiel von Klaus Teuber
- Silver & Gold, Kartenspiel von Phil Walker-Harding
- Simply Catan, vereinfachte Die-Siedler-von-Catan-Variante von Klaus Teuber
- Six-Red-Snooker, Billard-Variante
- Sixte, Kartenspiel
- Sizette, Kartenspiel, Variante von Sixte
- Sjoelen, Geschicklichkeitsspiel mit Holzscheiben aus den Niederlanden, siehe Jakkolo
- Skat, deutsches Kartenspiel
- Skee-Ball, Geschicklichkeitsspiel
- Skip-Bo, Kartenspiel von Hazel Bowman
- Skull & Roses, Bluffspiel von Hervé Marly
- Skwitz, österreichisches Karten-Raubspiel
- Sky Team, kooperatives Brettspiel für zwei Personen von Luc Rémond.
- Skyjo, Kartenspiel von Alexander Bernhardt
- SLA Industries, Science-Fiction-Rollenspiel
- Slackline, Geschicklichkeitsspiel
- Slotter, Spiel von MB
- Small World, Brettspiel von Philippe Keyaerts
- Smart 10, Quizspiel von Arno Steinwender und Christoph Reiser
- Smash Up, Kartenspiel von Paul Peterson
- Sneaky Cards, Kartenspiel von Cody Borst
- Snooker, Geschicklichkeitsspiel, Billard-Variante
- Snooker Plus, Billard-Variante
- So Kleever!, kooperatives Kommunikations- und Wortassoziationspiel von François Romain
- Sogo, 3D-Variante des Mühlespiels
- Sola-Busca-Tarot, Tarotspiel
- Solitär, altes Brettspiel für eine Person
- Sollo, Stichspiel, siehe Deutsches Solo
- Solo, Kartenspiel, Mau-Mau-Variante
- Solo 66, Kartenspiel
- Solo Whist, Kartenspiel
- Somawürfel, mechanisches Geduldsspiel
- Sorcerer Fantasyrollenspiel von Ron Edwards
- Sorry!, Brettspiel mit Karten (Pachisi-Variante)
- SOS, Spiel mit Papier und Bleistift
- SOS Dino, kooperatives Brettspiel von Ludovic Maublanc und Théo Rivière
- Sowing, einreihige Mancala-Variante
- Space Alert, kooperatives Echtzeit-Brettspiel
- Space Empires: 4X, Science-Fiction-Brettspiel von Jim Krohn
- Space Gothic, Science-Fiction-Rollenspiel
- Space Hulk, Science-Fiction-Brettspiel
- Space: 1889, Rollenspiel von Frank Chadwick
- Space Master, Science-Fiction-Rollenspielsystem
- Spades, nordamerikanisches Kartenspiel
- Spanische Dame, Damevariante
- Speed, Kartenspiel von Reinhard Staupe
- Speed Cards, Gedächtniskartenspiel
- Speed Cups, Geschicklichkeitsspiel von Haim Shafir
- Speed Dice, Geschicklichkeitsspiel von Haim Shafir
- Speedy Roll, Kinderspiel von Urtis Šulinskas
- Spellfire, Sammelkartenspiel
- Sphinx, Familienbrettspiel
- Spicy, Kartenbluffspiel von Győri Zoltán Gábor
- Spider, Patience
- Das Spiel, Würfelspiel von Reinhold Wittig
- Spiel des Lebens, Brettspiel
- Spiel des Wissens, Quiz- und Wissensspiel
- Spielbrett von Knossos, archäologisches Spielbrett
- Spinderella, Kinder-Brettspiel
- Spinnenfußball, Ballspiel
- Spinnengift und Krötenschleim, Kinderspiel
- Spion & Spion, Brettspiel von Alexander Randolph
- Spirit Island, kooperatives Brettspiel von R. Eric Reuss
- Spitz, Kartenspiel, siehe Einundvierzig
- Spitz pass auf, Reaktionsspiel für Kinder von Schmidt Spiele
- Splendor, Kartenspiel von Marc André
- Splittermond, Pen-&-Paper-Rollenspiel
- Spoil Five, Kartenspiel und Variante des irischen Nationalspiels Twenty-Five
- Spot it!, auch Dobble, Kartenspiel
- Spoons, Kartenspiel für Kinder, siehe Schlafmütze
- Speedpoker, Pokervariante
- Spider, Patience
- SPQR, ein Konfliktsimulationsspiel von Richard Berg und Mark Herman
- Sprouts, Papier- und Bleistiftspiel
- Squad Leader, Konfliktsimulationsspiel von John Hill
- Squirrel or Die, Kartenspiel von Seppy Yoon
- Squirrel Rush, Brettspiel von Krzysztof Matusik
- Stadt, Land, Fluss, Schreib- und Wissensspiel
- Star Trek Catan, Die-Siedler-von-Catan-Variante von Klaus Teuber
- Star Wars: Armada, ein Flotten-Tabletop-Spiel von Atomic Mass Games
- Star Wars: Rebellion, asymmetrisches Strategiespiel von Corey Konieczka
- Star Wars: Shatterpoint, ein Skirmish-Tabletop-Spiel von Atomic Mass Games
- Star Wars: X-Wing, ein Luftkampf-Tabletop-Spiel von Atomic Mass Games
- Star Wars, Rollenspiel von Greg Costikyan
- StarCraft – Das Brettspiel, Brett- und Strategiespiel von Christian T. Petersen und Corey Konieczka
- StarGate. strategisches Science-Fiction-Brettspiel von John Butterfield
- StarQuest, Science-Fiction-Brettspiel
- Statuenspiel, Partyspiel
- Steam Noir – Revolution, Kartenspiel von Daniel Danzer
- Stechvogelschießen, historisches Geschicklichkeitsspiel
- Steinehüpfen, Steine auf Wasser springen lassen
- Steinscheißer Karl, „Tabuwort“-Spiel
- Der Stern von Afrika, Brettspiel von Kari Mannerla
- Die Sternenfahrer von Catan, Brettspiel von Klaus Teuber
- Sternenschiff Catan, Kartenspiel von Klaus Teuber
- Sternhalma, Brettspiel
- Stich-Meister, Kartenspiel von Friedemann Friese
- Stiche-Raten, Kartenspiel
- Sticheln, Kartenspiel von Klaus Palesch
- Stiefeltrinken, Trinkspiel
- Stitch, Kartenglücksspiel, siehe Polnische Bank
- Stöckchen setzen, Pausenspiel und Straßenspiel
- Stomachion, altgriechisches Legespiel
- Stone Age, Brettspiel
- Stone Age Junior, Kinderspielversion von Stone Age
- Stoner Fluxx, Variante des Kartenspiels Fluxx
- Stoppessen, Kinderspiel
- Story Cubes, Würfel- und Erzählspiel
- Stoß, Kartenglücksspiel
- Stoßpudel, Geschicklichkeitsspiel
- Str8ts, Zahlen-Logikrätsel
- Strasbourg, Brettspiel von Stefan Feld
- Stratego, Zweipersonenbrettspiel
- Streetboccia, Boule- bzw. Boccia-Variante
- Streichhölzer wegnehmen, mehrere Strategiespiele
- Stress, schnelles Zweipersonenkartenspiel
- Strip-Poker, Pokervariante und Partyspiel
- Strohmandeln, auch Strohmanntarock, österreichisches Tarockspiel
- Stud, Pokervarianten
- Stuhltanz, Geschicklichkeitsspiel, siehe Reise nach Jerusalem
- Sturmbringer, Fantasyrollenspiel von Ken St. Andre und Lynn Willis
- Stýrivolt, skandinavisches Kartenspiel (heute nur noch Färöer)
- Subbuteo, Tisch-Fußballspiel
- Sudoku, Zahlen-Logikrätsel
- Sudoku-Zauberwürfel, Kombination aus Sudoku und Rubiks Würfel
- Suffragetto, historisches Brettspiel
- Sugaku, Solitär-Logikrätsel
- Sugoroku, alte japanische Backgammonvariante
- Suleika, Brettspiel von Dominique Ehrhard
- Sultan, einfaches Würfelspiel mit einem Würfel
- Sungka, Mancala-Variante von den Philippinen
- Super 3, Brettspiel von Alan M. Newman
- Super Fun 21, Kartenspiel, Variante es Black Jack
- Super Floppy Cube, Würfelrätsel
- Super Six, komplexes Würfelspiel
- Super Strikes, Sammelkartenspiel
- Supertrumpf, Kartenspiel
- Surakarta, javanisches Brettspiel
- Sushi Go!, Kartenspiel von Phil Walker-Harding
- Sweepstakes, ein lotterieähnliches Glücksspiel, das in Großbritannien häufig im Zusammenhang mit Pferderennen gespielt wird

## T
- T-Puzzle
- Tab, arabisches Geschicklichkeitsspiel
- Tabija, Schachvariante
- Tablut, altes Zweipersonenbrettspiel aus Skandinavien
- Tabu, Kommunikations-Gesellschaftsspiel von Brian Hersch
- Tabula, römischer Vorläufer von Backgammon
- Taco Katze Pizza Junior, Reaktionsspiel für Kinder von Dave Campbell und Thierry Denoual
- Taco Katze Ziege Käse Pizza, Reaktionsspiel von Thierry Denoual
- Tactics, Konfliktsimulationsspiel von Charles S. Roberts
- Tactix, Schachvariante
- Tadsch Mahal, Brettspiel von Reiner Knizia
- Ta-Ke, strategisches Brettspiel von Arve D. Fühler
- Tak, strategisches Brettspiel von James Ernest und Patrick Rothfuss
- Take it easy, strategisches Brettspiel
- Take it or leave it, Karten- und Würfelspiel
- Takenoko, Brettspiel von Antoine Bauza
- Tal der Wikinger, Kinderspiel von Marie und Wilfried Fort
- Talat, taktisches Brettspiel
- Taler, Taler, du musst wandern, Kinderspiel mit Gesang
- Tali, römisches Würfelspiel mit Tierknochen
- Talisman, Fantasy-Brettspiel von Bob Harris
- Tamsk, Zweipersonenbrettspiel von Kris Burm
- Tanbo, Zweipersonenbrettspiel von Mark Steere
- Tandemschach, Schachvariante
- Tangram, altes chinesisches Legespiel
- Tantrix, strategisches Legespiel von Mike McManaway
- Tapaono, Brettspiel mit Assistenz App von Henning Kohler
- Tapp, württembergische Tarock-Variante
- Tapp-Tarock, österreichische Tarock-Variante
- Tarantel Tango, Kartenspiel von Jaques Zeimet
- Targi, Kartenspiel von Andreas Steiger
- Tarocchi, italienisches Kartenspiel, Tarot-Variante
- Tarock, Familie von Kartenspielen
- Tarot, Kartensatz für psychologische Zwecke
- Französisches Tarock, französisches Kartenspiel
- Tatteln, historisches Zweipersonenkartenspiel
- Taubengelage (Duvengelag), historisches Volksfest und Spiel aus der Grafschaft Rantzau im südlichen Schleswig-Holstein
- Tausendundeins, Kartenspiel
- Tavernen im Tiefen Thal, Brettspiel von Wolfgang Warsch
- Tavli, Brettspiel ähnlich dem Backgammon
- Teekesselchen, Erraten eines Wortes mit mehreren Bedeutungen
- Teeko, Strategiespiel von John Scarne
- Tejo, Wurfspiel aus Südamerika
- Tekumel, Rollenspielwelt
- Tempel des Schreckens, Kartenspiel von Yusuke Sato
- Tempeln, Kartenglücksspiel
- Tempelhüpfen, Kinderspiel, siehe Hickelkasten
- Tempo, kleine Schnecke, Brettspiel von Alex Randolph
- Tennis, strategisches Papier-und-Bleistift-Spiel
- Terra Mystica, Brettspiel von Jens Drögemüller und Helge Ostertag
- Terrace, Brettspiel von Anton Dresden und Buzz Siler
- Terraforming Mars, Brettspiel von Jacob Fryxelius
- Terraforming Mars: Ares-Expedition, Brett- und Kartenspiel von Jacob Fryxelius, Sydney Engelstein und Nick Little
- Terteln, historisches Zweipersonenkartenspiel, siehe Tatteln
- Teufelsdreieck, Brettspiel von MB
- Teufelsrad, Pachisi-Variante
- TetraVex, Puzzlespiel
- Teufelsrad, Halma-Variante
- Texas Hold’em, Pokervariante
- Texas Showdown, Kartenspiel von Mark Major
- Thailändische Dame, Damevariante
- That’s Not a Hat, Kartenspiel von Kasper Lapp
- The Campaign for North Africa, Brettspiel, das für seine lange Spieldauer und seine Komplexität bekannt ist[1]
- The Deadlies, Kartenspiel von Paul Saxberg
- The Game, Kartenspiel von Steffen Benndorf
- The King of Hearts Has Five Sons, Kartenspiel, möglicher Vorläufer von Cluedo
- The Mind, kooperatives Kartenspiel von Wolfgang Warsch
- The Pool, Rollenspiel von James V. West
- Thunder Alley, Brettspiel von Jeff Horger und Carla Horger
- Thunderstone, Fantasy-Kartenspiel für zwei oder mehr Spieler
- Thunee, Kartenspiel in Südafrika
- Thurn und Taxis, Brettspiel von Karen und Andreas Seyfarth
- Tic-Tac-Toe, einfaches altes Zweipersonenspiel
- Ticayo, Geschicklichkeitsspiel und -spielzeug
- Tichu, ostasiatisches Kartenspiel von Urs Hostettler aufbereitet
- Ticken, Geländespiel, siehe Fangen
- Tides of Madness: Wogen des Wahnsinns, Kartenspiel von Kristian Čurla, aufbauend auf Tides of Time
- Tides of Time: Im Strom der Zeit, Kartenspiel von Kristian Čurla
- Tief im Riff, kooperatives Kinder- und Brettspiel von Alex Randolph
- Tierrollenspiel, Form des Rollenspiels
- Das tiefe Land, Brettspiel von Claudia und Ralf Partenheimer
- Tikal, Brettspiel von Wolfgang Kramer und Michael Kiesling
- Time of Crisis, Brettspiel von Wray Ferrell und Brad Johnson
- T.I.M.E Stories, kooperatives Erkundungsspiel von Peggy Chassenet und Manuel Rozoy
- Tintenblut, Brettspiel von Andreas Zimmermann
- Tintenherz, Brettspiel von Klaus Teuber, Überarbeitung von Licht und Schatten
- Tippen, Kartenglücksspiel
- Tippi Toppi, kooperatives Kartenspiel von Ken Gruhl
- Tipp-Kick, Tischfußball
- Tischball, Geschicklichkeitsspiel ähnlich dem Air-Hockey
- Tischeishockey, Geschicklichkeitsspiel
- Tischfußball, Geschicklichkeitsspiel
- Tischkegelspiel, Geschicklichkeitsspiel
- Titan, Fantasy-Brettspiel
- Toccadille, Backgammonvariante
- Toccateglispiel, Brettspiel
- Tock, Pachisi-Variante mit Murmeln und Karten
- Toguz Kumalak, Mancala-Variante aus Kasachstan / Usbekistan
- Toledo, Brettspiel von Martin Wallace
- Tolpatsch und Xanthippe, einfaches Würfelspiel mit zwei Würfeln
- Tongiaki, Brettspiel von Thomas Rauscher
- Tontine, Kartenglücksspiel
- Top Ten, kooperatives Partyspiel
- Die Tore der Welt, Brettspiel von Michael Rieneck und Stefan Stadler
- TORG (The Other Roleplaying Game), Pen-&-Paper-Rollenspiel
- Toroidales Schach, Schachvariante auf einem Toroid
- Torres, Brettspiel von Wolfgang Kramer und Michael Kiesling
- Torwandschießen, Sportspiel
- Törteln, historisches Zweipersonenkartenspiel, siehe Tatteln
- Toto, einfaches Würfelspiel mit einem Würfel
- Tournay, Kartenspiel von Sébastien Dujardin, Xavier Georges und Alain Orban
- Trappola, historisches Kartenspiel
- Trans America, Brettspiel von Franz-Benno Delonge
- Trans Europa, Variante von Trans America
- Traumtelefon, Brett- und Deduktionsspiel von Michael Gray,
- Traveller, Rollenspiel
- Travian, Multiplayer-Browserspiel
- Trax, Strategiespiel von David Smith
- Trek 12:Himalaja, Würfelspiel von Bruno Cathala und Corentin Lebrat
- Trente et quarante, Kartenglücksspiel
- Trente et un, siehe Mistigri
- Treppenrommé, Kartenspiel
- Tressette, italienisches Kartenspiel
- Tri-Ba-Lance, Geschicklichkeitsspiel von Michael Sohre
- Tribe 8, Rollenspiel
- Tric Trac, französische Variante von Backgammon
- tricky ways, Kugelbahnspiel von cuboro
- Trilma, anderes Wort für Halma bzw. Sternhalma
- Trimula, 3D-Variante von Tic-Tac-Toe
- Tri-Stat dX, Rollenspiel
- Trio, Kombinationsspiel
- Trio, Kartenspiel von Kaya Miyano
- Triolet, Brettspiel
- Triominos, Legespiel, Dominovariante mit dreieckigen Steinen
- Tropical Stud, Pokervariante
- Trivial Pursuit, Quiz-Brettspiel
- Troccas, Rätoromanische Tarock-Variante
- Troggu, Oberwalisser Tarock-Variante
- Troll and Dragon, Würfelspiel
- Tropical Stud, Kartenglücksspiel
- Troyes, Brettspiel von Sébastien Dujardin, Xavier Georges und Alain Orban
- Truco, südamerikanisches Kartenspiel
- Trygodiphesis, antikes Geschicklichkeitsspiel
- Tschach, Schachvariante mit Kartensatz
- Tschapajew, Zweipersonen-Geschicklichkeits-Brettspiel aus der ehem. Sowjetunion
- Tschigg, Würfelspiel
- Tsuro, Legespiel von Tom McMurchie
- Tulip Bubble, Brettspiel von Kouyou
- Turing Tumble, spielerischer Zugang zu Grundlagen von Computern und Programmierung
- Türkische Dame, Damevariante
- Türme von Hanoi, Geduldsspiel
- Turnierschafkopf, Kartenspiel, Schafkopf-Variante
- Turricula, Würfelspiel
- Tutanchamun, Brettspiel von Reiner Knizia
- Twenty one, Würfelspiel von Steffen Benndorf und Reinhard Staupe
- TWERPS, Rollenspielsystem von Jeff and Amanda Dee
- Twilight Imperium, Brettspiel von Christian T. Petersen
- Twin it!, Kartenspiel von Nathalie Saunier, Rémi Saunier und Thomas Vuarchex
- Twirling, Geschicklichkeitsspiel und Jonglage
- TwixT, Zweipersonenbrettspiel von Alex Randolph
- Twister, Geschicklichkeitsspiel
- Two-up, australisches Glücksspiel, bei dem Münzen geworfen werden
- Two Rooms and a Boom, Gesellschaftsspiel
- Tyros, Brettspiel von Martin Wallace
- Tzolk'in: Der Maya-Kalender, Brettspiel von Simone Luciani und Daniele Tascini

## U
- Über 12 ist tot, einfaches Würfelspiel mit einem Würfel
- Ubongo, Brettspiel von Grzegorz Rejchtman
- Ugo!, Kartenspiel von Ronald Hoekstra, Thomas Jansen und Patrick Zuidhof
- Uisge, strategisches Brettspiel von Roland Siegers
- Uluru, Logikspiel
- Um Krone und Kragen, Würfelspiel von Tom Lehmann
- Um Reifenbreite, Brettspiel für 2–4 Personen
- Umul gonu, koreanisches Zweipersonenbrettspiel
- Underwater Cities, Brettspiel von Vladimír Suchý
- Ungarisches Tarock, ungarisches Kartenspiel
- Union Pacific, Brettspiel von Alan R. Moon
- Unknown Armies, Rollenspielsystem von John Tynes und Greg Stolze
- Unlock!, Escape-Room-Spielserie
- Uno, Mau-Mau-Variante von Merle Robbins
- Unter Spannung, Kartenspiel von Maureen Hiron
- Urland, Brettspiel von Doris Matthäus und Frank Nestel
- Ursuppe, Brettspiel von Doris Matthäus und Frank Nestel
- Uta-Garuta, japanisches Kartenspiel

## V
- Vabanque, Brettspiel von Bruno Faidutti und Leo Colovini
- Vai lung thlan, Mancala-Variante in Indien
- Vampire, verschiedene Rollenspiele
- Vampire aus der Alten Welt, Rollenspiel von Jennifer Hartshorn, Ethan Skemp, Mark Rein Hagen und Kevin Hassall
- Vampire: Die Maskerade, Rollenspiel von Mark Rein Hagen
- Vampire: Requiem, Rollenspiel von Mark Rein Hagen
- Vampire: The Eternal Struggle, Sammelkartenspiel
- Verdeckte Hausnummer, Würfelspiel
- Verflixxt!, Brettspiel von Wolfgang Kramer und Michael Kiesling
- Verflucht!, kooperatives Kartenspiel von Steffen Benndorf
- Verknobelung, Würfelspiel
- Verräter, Kartenspiel von Marcel-André Casasola Merkle
- Die verbotene Insel, kooperatives Brettspiel von Matt Leacock
- Die verbotene Stadt (Spiel), Brettspiel von Alex Randolph und Johann Rüttinger
- Verflixxt!, Brettspiel von Wolfgang Kramer und Michael Kiesling
- Verflucht!, kooperatives Kartenspiel von Steffen Benndorf
- Die verlorenen Ruinen von Arnak, Brettspiel von Michaela „Mín“ Štachová und Michal „Elwen“ Štach
- Das verrückte Labyrinth, Denk-Legespiel von Max Kobbert
- Versteckspiel
- Der verzauberte Turm, Kinderspiel
- Vier gewinnt, Zweipersonen-Strategiespiel oder Papier- und Bleistift-Spiel
- Vier zu mir!, Kinder- und Gedächtnisspiel von Heike Baum
- Vierblatt, Kartenglücksspiel siehe Mauscheln
- Vierschach, Schachvariante
- Vikings Gone Wild, Deckbuilder-Spiel von Julien Vergonjeanne
- Villa Paletti, Bau- und Geschicklichkeitsspiel von Bill Payne
- Village, Brettspiel von Inka und Markus Brand
- Vinci, Brettspiel von Philippe Keyaerts
- Vingt et un, Kartenglücksspiel, siehe Siebzehn und Vier
- Virgin Queen, Strategie-Wargame von Ed Beach
- Viva Topo! Brettspiel für Kinder von Manfred Ludwig
- Völkerball, Ballspiel und Parteienspiel
- Voll Schaf, Strategiespiel von Francesco Rotta
- Voller Hund, Kartenspiel
- Vor den Toren von Loyang, Brettspiel von Uwe Rosenberg
- Vorgabepartie, Schachvariante mit Vorteilsausgleich
- VS System, Sammelkartenspiel

## W
- Der wahre Walter, Kartenspiel
- Wahrheit oder Pflicht, Partyspiel
- Waka Waka, Brettspiel von Rüdiger Dorn
- Waldschattenspiel, Brettspiel von Walter Kraul
- Wallachen, Kartenspiel in Bayern
- Wallenstein, strategisches Brettspiel von Dirk Henn
- Die wandelnden Türme, Brettspiel von Michael Kiesling und Wolfgang Kramer
- Wat’n dat!?, Legespiel von Claude Weber
- Watschenmann, Kraftspiel
- Wau Wau, Buchstabenspiel
- War, ein Kinderkartenspiel siehe Bataille royale
- WarCry, Sammelkartenspiel
- Warhammer 40.000, Tabletop-Spiel von Games Workshop
- Warhammer-40.000-Rollenspiel, Pen-&-Paper-Rollenspiel-Serie
- Warhammer Age of Sigmar, Tabletop-Spiel von Games Workshop
- Warhammer Ancient Battles, historisches Tabletop-Spiel
- Warhammer Epic 40.000, Tabletop-Spiel von Games Workshop
- Warhammer Fantasy, Tabletop-Fantasyspiel von Games Workshop
- Warhammer-Fantasy-Rollenspiel, Fantasyrollenspiel
- Warhammer Quest, Fantasy-Brettspiel
- Warmachine/Hordes, Tabletop-Spiel(e)
- Warpath, Tabletop-Spiel
- Warzone, Tabletop-Spiel
- Warra, Mancala-Variante aus dem Süden der USA
- Wat’n dat!?, Legespiel von Claude Weber
- Watten, Kartenspiel
- Wattepusten, Wettspiel
- Wau Wau, Lernspiel von Thomas Fitzthum
- Wauri, Mancala-Variante von der Insel Grand Cayman
- Wehrschach, Schachvariante aus der Zeit des Nationalsozialismus
- Weiß/Schwarz, japanisches Sammelkartenspiel
- Welcome to the Dungeon, Kartenspiel von Masato Uesugi
- Welcome back to the Dungeon, Nachfolger von Welcome to the Dungeon
- Wendischer Schafkopf, Kartenspiel, Schafkopf-Variante
- Wer bin ich?, Ratespiel mit Papier und Bleistift
- Wer ist es?, Deduktionsspiel
- Wer war’s?, Familienspiel von Reiner Knizia
- Werewolf: The Apocalypse, Rollenspiel
- Werewolf: The Forsaken, Rollenspiel
- Werwölfe von Düsterwald, Deduktionsspiel
- Werwörter, Partyspiel von Ted Alspach
- Wettlauf nach El Dorado, Brettspiel von Reiner Knizia
- Whac-A-Mole, Reaktionsspiel
- What do you Meme?, Kommunikationsspiel von Elie Ballas, Ben Kaplan und Elliot Tebele
- Whisky-Siedler, Plagiat von Die Siedler von Catan
- Whist, Kartenspiel, Vorläufer von Bridge
- Wie ich die Welt sehe, Kartenspiel
- Wien Catan, Brettspiel von Klaus Teuber
- Wikinger, taktisches Legespiel von Michael Kiesling
- Wikingerschach, skandinavisches Wurfspiel, siehe Kubb
- Wild Life, Brettspiel von Peter Ryhiner
- Wildes Weltall, Kartenspiel von Joachim Thôme
- The Willow Game, Fantasy-Brettspiel von Greg Costikyan
- Wings of War, Karten- und Tabletop-Spiel von Andrea Angiolino und Pier Giorgio Paglia
- Winter der Toten, semi-kooperatives Brettspiel von Jonathan Gilmour und Isaac Vega
- Wippen, belgisches Kartenspiel
- Wir füttern die kleinen Nilpferde, Kinderspiel
- Wir sind das Volk, Brettspiel von Peer Sylvester und Richard Sivél
- Wir spielen Einkaufen, Kinderspiel von Marco Teubner
- Wissens-Spektrum, Wissens- und Quizspiel
- Wizard, Kartenspiel
- Wolf und Schafe, Brettspiel
- World of Warcraft Trading Card Game, Sammelkartenspiel
- Word Slam, Karten- und Kommunikationsspiel von Inka und Markus Brand
- World Tree, Fantasy-Pen-&-Paper-Rollenspiel
- Wortfix, Legespiel
- Wraith: The Oblivion, Pen-&-Paper-Rollenspiel
- Würfel-Bingo, Brettspiel von Heinz Wüppen
- Würfelhelden, Würfelspiel von Richard Garfield
- Würfelkönig, Würfelspiel von Nils Nilsson
- Würfelpoker, Würfelspiel
- Wurfkreisel, ein Kreiselspiel
- würmeln, Wurm-Rennspiel von Alex Randolph
- Wushu, Rollenspiel von Dan Bayn
- The Willow Game, hat Elemente vom Rollenspiel von Greg Costikyan
- Wyatt Earp, Kartenspiel

## X
- X nimmt!, Kartenspiel von Wolfgang Kramer und Reinhard Staupe
- X-Code, kooperatives Kartenspiel von Kaspar Lapp
- Xeri oder Kseri, griechisches Kartenspiel
- Xiangqi, altes chinesisches Zweipersonenbrettspiel

## Y
- Y2K-Spiel, 2-Personen-Spiel mit Papier und Bleistift
- Yahtzee, Würfelspiel
- Yaniv, israelisches Kartenspiel
- Yavalath, modernes strategisches Brettspiel von Cameron Browne
- Yellowstone Park, Legespiel von Uwe Rosenberg
- Yinsh, Zweipersonenbrettspiel von Kris Burm
- Yspahan, Brettspiel von Sébastien Pauchon
- Yu-Gi-Oh!, Sammelkartenspiel
- Yukon Hold’em, Pokervariante
- Yut, traditionelles koreanisches Brettspiel
- Yvio, Konsole zur Steuerung von spielplanbasierten Brettspielen

## Z
- Zack & Pack, von Bernd Eisenstein
- Zahlenkampfspiel, mittelalterliches Brettspiel
- Zakhia, Buchstabenspiel von Frédéric Zakhia
- Zank-Patience, Patience-Kartenspiel für zwei Personen
- Zapp Zerapp, Brettspiel für Kinder von Klaus Zoch und Heinz Meister
- Zatre, abstraktes Legespiel von Manfred Schüling
- Zauberberg, Kinder-Brettspiel von Jens-Peter Schliemann und Bernhard Weber
- Zauberei hoch drei, Kinder-Brettspiel von Michael Palm und Lukas Zach.
- Zego, Kartenspiel aus Süddeutschland, siehe Cego
- Zehntausend, Würfelspiel
- Zensern, Kartenspiel
- Zentavesta, einfaches Würfelspiel mit drei Würfeln
- Zeppelin, einfaches Würfelspiel mit einem Würfel
- Zertz, Zweipersonenbrettspiel von Kris Burm
- Das Zepter von Zavandor, Brettspiel von Jens Drögemüller
- Zicke Zacke Hühnerkacke, Brettspiel für Kinder von Klaus Zoch
- Ziel 100, verallgemeinertes Nim-Spiel
- Zoff im Zoo, Kartenspiel von Doris Matthäus und Frank Nestel
- Zombicide, Reihe kooperativer Brettspiele
- Zombie Fluxx, Variante des Kartenspiels Fluxx
- Zombie Kidz Evolution, kooperatives Legacy-Spiel von Annick Lobet für Kinder
- Zombie Teenz Evolution, kooperatives Legacy-Spiel von Annick Lobet für Kinder
- Zombies!!!, Brettspiel von Todd Breitenstein
- Zooloretto, Brettspiel von Michael Schacht
- Zug nach Westen, strategisches Lege- und Brettspiel von Michael Blumöhr
- Zug um Zug, Brettspiel von Alan R. Moon
- Zug um Zug Legacy: Legenden des Westens, kampagnengetriebenes Brettspiel von Rob Daviau, Matt Leacock und Alan R. Moon, basierend auf Zug um Zug
- Zwanzigerrufen, Kartenspiel, Tarock-Variante
- Zwei auf – zwei zu, Kartenglücksspiel, siehe Einundvierzig
- Zweiundzwanzig, einfaches Würfelspiel mit einem Würfel
- Zwicken, Kartenspiel
- Zwicker, Kartenspiel
- Zwicken, Kartenglücksspiel, siehe Einundvierzig
- Zylinderschach, Schachvariante